# 鹿児島市の町丁

鹿児島市の位置図

鹿児島市の町丁（かごしましのちょうちょう）では、鹿児島県鹿児島市を構成する町丁の変遷について述べる。
鹿児島市は1889年（明治22年）4月1日に施行された市制（明治21年法律第1号）により成立し、市制施行時の鹿児島市は鹿児島城下及びその近在にあたる47の町丁と3つの大字より構成された。その後周辺市町村の廃置分合に伴う町丁の設置や、住居表示に関する法律（昭和37年法律第119号）に基づく市街地域における住居表示の実施、住宅団地の建設に伴う町域の再編などを経て、2020年（令和2年）2月3日現在、360の町丁が設置されている。
2020年（令和2年）10月1日現在の鹿児島市の町丁の一覧については「鹿児島市の町丁一覧」を参照。

## 鹿児島市の概要

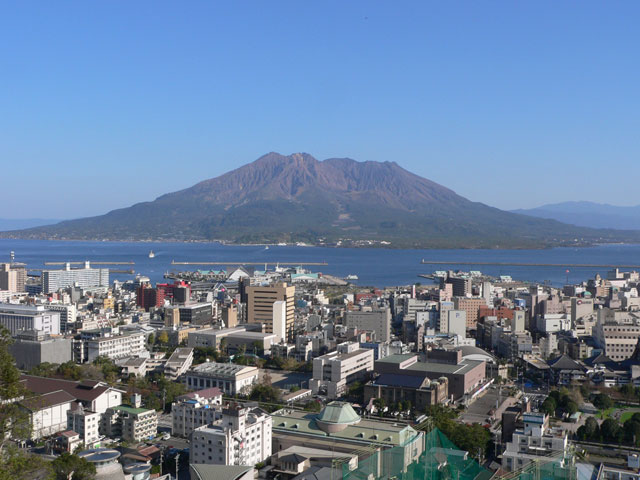
鹿児島市中心部と桜島

鹿児島市は鹿児島県の県庁所在地であり、鹿児島県の中南部に位置する。1889年（明治22年）に施行された市制及町村制（明治21年法律第1号）の規定に基づく、「 市制施行地」（明治22年内務省告示第1号）により、鹿児島が市制施行地に指定され、同年4月1日をもって鹿児島県令第26号の規定に基づき、鹿児島府下47町及び荒田村、塩屋村、西田村の合計50町村より成立した。鹿児島市は日本で最初に市制が施行された31市の一つである。市制施行時の鹿児島市の人口は47,512人であった。
1934年（昭和9年）に鹿児島郡中郡宇村、同郡西武田村及び同郡吉野村の3村を編入し、1950年（昭和25年）には鹿児島郡伊敷村及び同郡東桜島村の2村が編入された。
その後はしばらく市域の変更はなかったが、1967年（昭和42年）に南部に接する谷山市との新設合併により新たに「鹿児島市」となり、2004年（平成16年）には鹿児島郡吉田町、同郡桜島町、揖宿郡喜入町、日置郡郡山町及び同郡松元町の5町を編入した。
表中の■は鹿児島市、■は鹿児島市を除く市、■は町を示す。その他の色は村である。
| 1889年4月1日             | 1889年-1910年                 | 1910年-1930年                 | 1930年-1950年                 | 1950年-1970年                 | 1970年-1990年                  | 1990年-現在                    | 現在     |
| ------------------------ | ----------------------------- | ----------------------------- | ----------------------------- | ----------------------------- | ------------------------------ | ------------------------------ | -------- |
| 鹿児島市                 | 鹿児島市                      | 鹿児島市                      | 鹿児島市                      | 鹿児島市                      | 1967年4月29日 鹿児島市（新設） | 1967年4月29日 鹿児島市（新設） | 鹿児島市 |
| 鹿児島郡中郡宇村         | 鹿児島郡中郡宇村              | 鹿児島郡中郡宇村              | 1934年8月1日 鹿児島市         | 鹿児島市                      | 1967年4月29日 鹿児島市（新設） | 1967年4月29日 鹿児島市（新設） | 鹿児島市 |
| 鹿児島郡西武田村         |                               |                               | 1934年8月1日 鹿児島市         | 鹿児島市                      | 1967年4月29日 鹿児島市（新設） | 1967年4月29日 鹿児島市（新設） | 鹿児島市 |
| 鹿児島郡吉野村           |                               |                               | 1934年8月1日 鹿児島市         | 鹿児島市                      | 1967年4月29日 鹿児島市（新設） | 1967年4月29日 鹿児島市（新設） | 鹿児島市 |
| 鹿児島郡伊敷村           | 鹿児島郡伊敷村                | 鹿児島郡伊敷村                | 鹿児島郡伊敷村                | 1950年10月1日 鹿児島市        | 1967年4月29日 鹿児島市（新設） | 1967年4月29日 鹿児島市（新設） | 鹿児島市 |
| 北大隅郡東桜島村         | 1897年4月1日 鹿児島郡東桜島村 | 1897年4月1日 鹿児島郡東桜島村 | 1897年4月1日 鹿児島郡東桜島村 | 1950年10月1日 鹿児島市        | 1967年4月29日 鹿児島市（新設） | 1967年4月29日 鹿児島市（新設） | 鹿児島市 |
| 谿山郡谷山村             | 1897年4月1日 鹿児島郡谷山村   | 1924年9月1日 鹿児島郡谷山町   | 1924年9月1日 鹿児島郡谷山町   | 1958年10月1日 谷山市          | 1967年4月29日 鹿児島市（新設） | 1967年4月29日 鹿児島市（新設） | 鹿児島市 |
| 鹿児島郡吉田村           | 鹿児島郡吉田村                | 鹿児島郡吉田村                | 鹿児島郡吉田村                | 鹿児島郡吉田村                | 1972年11月1日 鹿児島郡吉田町   | 2004年11月1日 鹿児島市         | 鹿児島市 |
| 北大隅郡西桜島村         | 1897年4月1日 鹿児島郡西桜島村 | 1897年4月1日 鹿児島郡西桜島村 | 1897年4月1日 鹿児島郡西桜島村 | 1897年4月1日 鹿児島郡西桜島村 | 1973年5月1日 鹿児島郡桜島町    | 2004年11月1日 鹿児島市         | 鹿児島市 |
| 日置郡上伊集院村         | 日置郡上伊集院村              | 日置郡上伊集院村              | 日置郡上伊集院村              | 日置郡上伊集院村              | 1960年4月1日 日置郡松元町      | 2004年11月1日 鹿児島市         | 鹿児島市 |
| 日置郡郡山村             | 日置郡郡山村                  | 日置郡郡山村                  | 日置郡郡山村                  | 1956年9月30日 郡山町          | 1956年9月30日 郡山町           | 2004年11月1日 鹿児島市         | 鹿児島市 |
| 日置郡下伊集院村（一部） |                               |                               |                               | 1956年9月30日 郡山町          | 1956年9月30日 郡山町           | 2004年11月1日 鹿児島市         | 鹿児島市 |
| 給黎郡喜入村             | 1897年4月1日 揖宿郡喜入村     | 1897年4月1日 揖宿郡喜入村     | 1897年4月1日 揖宿郡喜入村     | 1956年10月15日 揖宿郡喜入町   | 1956年10月15日 揖宿郡喜入町    | 2004年11月1日 鹿児島市         | 鹿児島市 |

## 市制・町村制施行時の町・字

市制・町村制施行時（1889年）時点の鹿児島市域にあたる自治体の地図である。

鹿児島県の大部分では1889年（明治22年）4月1日に市制・町村制（明治21年法律第1号）が施行されることとなり、2004年（平成16年）時点の鹿児島市の区域の市町村については同日に全域が市制及町村制による市又は村となった。それまでの町・村は町丁・大字という形で存置されることとなった。

### 鹿児島市
鹿児島市は、市制（明治21年法律第1号）の規定に基づく、「 市制施行地」（明治22年内務省告示第1号）に指定された。同年4月1日をもって「 鹿児島県令第26号」の規定に基づき、鹿児島府下の47町及び西田村、塩屋村、荒田村にあたる区域を以て、鹿児島市として発足。鹿児島市は日本で最初に市制が施行された31市の一つである。
従来の町は町丁に、村は大字となった。鹿児島県令第26号の規定による鹿児島市の町は以下のとおりである。鹿児島市役所は山之口馬場町に置かれた。
| 江戸時代の所属     | 町丁 |
| ------------------ | --- |
| 鹿児島城下         | 山下町・新町・松原通町・船津町・呉服町・大黒町・堀江町・住吉町・六日町・中町・金生町・汐見町・泉町・築町・生産町・易居町・車町・恵美須町・小川町・和泉屋町・浜町・向江町・栄町・柳町・平之馬場町・新照院通町・山之口馬場町・加治屋町・東千石馬場町・西千石馬場町・新屋敷通町・樋之口通町・上竜尾町・下竜尾町・長田町・冷水通町・春日小路町・清水馬場町・稲荷馬場町・池之上町・皷川町・薬師馬場町・鷹師馬場町・西田町・上之園通町・高麗町 |
| 鹿児島郡鹿児島近在 | 大字西田・大字塩屋・大字荒田・下荒田町 |

### 鹿児島郡
鹿児島郡の区域には西武田村・中郡宇村・吉野村・伊敷村・吉田村が設置された。鹿児島県令第26号の規定による大字は以下のとおりである。
| 新自治体 | 大字                                                                                   |
| -------- | -------------------------------------------------------------------------------------- |
| 西武田村 | 大字武・大字田上・大字西別府                                                           |
| 中郡宇村 | 大字中・大字郡元・大字宇宿                                                             |
| 吉野村   | 大字吉野・大字坂元・大字下田・大字川上・大字岡之原                                     |
| 伊敷村   | 大字小山田・大字犬迫・大字小野・大字永吉・大字上伊敷・大字下伊敷・大字皆房・大字比志島 |
| 吉田村   | 大字東佐多浦・大字西佐多浦・大字宮之浦・大字本城・大字本名                             |

### 北大隅郡
北大隅郡の区域には東桜島村・西桜島村が設置された。鹿児島県令第26号の規定による大字は以下のとおりである。
| 新自治体 | 大字                                                                                               |
| -------- | -------------------------------------------------------------------------------------------------- |
| 東桜島村 | 大字有村・大字脇・大字瀬戸・大字黒神・大字高免・大字古里・大字湯之・大字野尻                       |
| 西桜島村 | 大字横山・大字赤水・大字小池・大字赤生原・大字武・大字藤野・大字西道・大字松浦・大字二俣・大字白濱 |

### 谿山郡
谿山郡の全域をもって谷山村が設置された。鹿児島県令第26号の規定による大字は以下のとおりである。
| 新自治体 | 大字                                                                                 |
| -------- | ------------------------------------------------------------------------------------ |
| 谷山村   | 大字上福元・大字下福元・大字塩屋・大字和田・大字平川・大字山田・大字五ケ別府・大字中 |

### 日置郡
日置郡のうち現在の鹿児島市の区域には上伊集院村・下伊集院村・郡山村が設置された。鹿児島県令第26号の規定による大字は以下のとおりである。
| 新自治体   | 大字 |
| ---------- | --- |
| 上伊集院村 | 大字上谷口・大字福山・大字春山・大字石谷・大字直木・大字入佐                                                           |
| 下伊集院村 | 大字苗代川・大字野田・大字神之川・大字宮田・大字寺脇・大字上神殿・大字嶽・大字下神殿・大字桑畑・大字麥生田・大字有屋田 |
| 郡山村     | 大字郡山・大字西俣・大字油須木・大字東俣・大字川田・大字厚地                                                           |

### 給黎郡
給黎郡のうち現在の鹿児島市の区域には喜入村が設置された。鹿児島県令第26号の規定による大字は以下のとおりである。
| 新自治体 | 江戸時代の所属                             |
| -------- | ------------------------------------------ |
| 喜入村   | 大字中名・大字瀬々串・大字前之浜・大字生見 |

## 市制・町村制施行から1934年まで

### 鹿児島市における町名の改称
1899年（明治32年）1月に鹿児島市では「通」、「馬場」、「小路」が付く以下の町名から「通」、「馬場」、「小路」を除く改称を実施した。
| 改称後   | 改称前       | 出典   | 変更日                |
| -------- | ------------ | ------ | --------------------- |
| 松原町   | 松原通町     | [ 12 ] | 1899年（明治32年）1月 |
| 新照院町 | 新照院通町   | [ 13 ] | 1899年（明治32年）1月 |
| 新屋敷町 | 新屋敷通町   | [ 14 ] | 1899年（明治32年）1月 |
| 上之園町 | 上之園通町   | [ 15 ] | 1899年（明治32年）1月 |
| 冷水町   | 冷水通町     | [ 16 ] | 1899年（明治32年）1月 |
| 薬師町   | 薬師馬場町   | [ 17 ] | 1899年（明治32年）1月 |
| 鷹師町   | 鷹師馬場町   | [ 18 ] | 1899年（明治32年）1月 |
| 平之町   | 平之馬場町   | [ 19 ] | 1899年（明治32年）1月 |
| 西千石町 | 西千石馬場町 | [ 20 ] | 1899年（明治32年）1月 |
| 東千石町 | 東千石馬場町 | [ 21 ] | 1899年（明治32年）1月 |
| 山之口町 | 山之口馬場町 | [ 22 ] | 1899年（明治32年）1月 |
| 樋之口町 | 樋之口通町   | [ 23 ] | 1899年（明治32年）1月 |
| 稲荷町   | 稲荷馬場町   | [ 24 ] | 1899年（明治32年）1月 |
| 清水町   | 清水馬場町   | [ 25 ] | 1899年（明治32年）1月 |
| 春日町   | 春日小路町   | [ 26 ] | 1899年（明治32年）1月 |

### 埋立による洲崎町の成立
1906年（明治39年）に鹿児島港の埋立地の区域より洲崎町が成立した。
| 変更後         | 変更前の区域   | 変更日             |
| -------------- | -------------- | ------------------ |
| 洲崎町（新設） | 公有水面埋立地 | 1906年（明治39年） |

### 伊敷村・西武田村との境界変更
1911年（明治44年）9月30日に鹿児島郡伊敷村大字下伊敷の一部及び西武田村大字武の一部が鹿児島市に編入され、鹿児島市大字荒田の一部が西武田村大字田上に編入された。鹿児島市に編入された区域をもって下記の町が設置あるいは既存の町へ編入された。
| 編入後の町                       | 編入前の区域                           | 出典          | 変更日                    |
| -------------------------------- | -------------------------------------- | ------------- | ------------------------- |
| 鹿児島市草牟田町（新設）         | 鹿児島郡伊敷村大字下伊敷（一部）       | [ 32 ] [ 33 ] | 1911年（明治44年）9月30日 |
| 鹿児島市武町（新設）             | 鹿児島郡西武田村大字武（一部）         | [ 34 ]        | 1911年（明治44年）9月30日 |
| 鹿児島市下荒田町（編入）         | 鹿児島郡西武田村大字武字天保山（飛地） | [ 34 ]        | 1911年（明治44年）9月30日 |
| 鹿児島市高麗町（編入）           | 鹿児島郡西武田村大字武の飛地（一部）   | [ 34 ]        | 1911年（明治44年）9月30日 |
| 鹿児島郡西武田村大字田上（編入） | 鹿児島市大字荒田（一部）               | [ 34 ]        | 1911年（明治44年）9月30日 |

### 大字の廃止と町の設置
1911年（明治44年）に鹿児島市に設置されていた大字が町丁に変更された。また、大字西田の一部が西田町に編入され、残余部が常盤町となった。
| 変更後         | 変更前の区域       | 変更日             |
| -------------- | ------------------ | ------------------ |
| 上荒田町       | 大字荒田（全域）   | 1911年（明治44年） |
| 塩屋町         | 大字塩屋（全域）   | 1911年（明治44年） |
| 西田町（編入） | 大字西田（一部）   | 1911年（明治44年） |
| 常盤町         | 大字西田（残余部） | 1911年（明治44年） |

### 伊敷村（玉里・永吉）の編入
1920年（大正9年）10月1日に鹿児島郡伊敷村大字下伊敷の紙屋谷地区、大字永吉が鹿児島市に編入された。編入から5年後となる1925年（大正14年）8月に玉里町、永吉町、原良町が設置された。
| 変更後         | 変更前の区域             | 変更日                |
| -------------- | ------------------------ | --------------------- |
| 玉里町（新設） | 大字下伊敷（紙屋谷地区） | 1925年（大正14年）8月 |
| 永吉町（新設） | 大字永吉（全域）         | 1925年（大正14年）8月 |
| 原良町（新設） | 大字永吉（全域）         | 1925年（大正14年）8月 |

### 南林寺町の設置
1922年（大正11年）に南林寺地区にあった墓地の移転に着手し、1924年（大正13年）に都市計画により南林寺墓地の整理と改葬が完了し、その跡地より南林寺町が設置された。
| 変更後           | 変更前の区域   | 変更日             |
| ---------------- | -------------- | ------------------ |
| 南林寺町（新設） | 松原町（一部） | 1924年（大正13年） |

## 1934年の吉野村・西武田村・中郡宇村編入
1934年（昭和9年）8月1日に鹿児島郡中郡宇村、西武田村、吉野村が鹿児島市に編入された。同日発行の鹿児島県公報に掲載された鹿児島県告示「 鹿兒島市内大字名廢止町名改稱竝ニ區域變更」により以下の通り、大字の区域をもって町の区域が設定され、西武田村大字武については1911年（明治44年）9月30日に鹿児島市に先に編入されていた武町の区域に編入された。なお、中郡宇村大字中の一部は郡元町に編入された。
| 編入後の町   | 編入前の区域                       | 変更日                  |
| ------------ | ---------------------------------- | ----------------------- |
| 鴨池町       | 鹿児島郡中郡宇村大字中（大部分）   | 1934年（昭和9年）8月1日 |
| 郡元町       | 鹿児島郡中郡宇村大字中（一部）     | 1934年（昭和9年）8月1日 |
| 郡元町       | 鹿児島郡中郡宇村大字郡元（全域）   | 1934年（昭和9年）8月1日 |
| 宇宿町       | 鹿児島郡中郡宇村大字宇宿（全域）   | 1934年（昭和9年）8月1日 |
| 田上町       | 鹿児島郡西武田村大字田上（全域）   | 1934年（昭和9年）8月1日 |
| 西別府町     | 鹿児島郡西武田村大字西別府（全域） | 1934年（昭和9年）8月1日 |
| 坂元町       | 鹿児島郡吉野村大字坂元（全域）     | 1934年（昭和9年）8月1日 |
| 吉野町       | 鹿児島郡吉野村大字吉野（全域）     | 1934年（昭和9年）8月1日 |
| 下田町       | 鹿児島郡吉野村大字下田（全域）     | 1934年（昭和9年）8月1日 |
| 川上町       | 鹿児島郡吉野村大字川上（全域）     | 1934年（昭和9年）8月1日 |
| 岡之原町     | 鹿児島郡吉野村大字岡之原（全域）   | 1934年（昭和9年）8月1日 |
| 武町（編入） | 鹿児島郡西武田村大字武（全域）     | 1934年（昭和9年）8月1日 |

## 1950年の伊敷村・東桜島村編入
1950年（昭和25年）10月1日には鹿児島郡伊敷村、同郡東桜島村が鹿児島市に編入された。同年10月18日に鹿児島県公報に掲載された鹿児島県の告示である「 鹿兒島市の一部大字の變更」により10月1日付で以下の通り町の区域が設定された。
| 編入後の町 | 編入前の区域                     | 変更日                    |
| ---------- | -------------------------------- | ------------------------- |
| 伊敷町     | 鹿児島郡伊敷村大字上伊敷（全域） | 1950年（昭和25年）10月1日 |
| 下伊敷町   | 鹿児島郡伊敷村大字下伊敷（全域） | 1950年（昭和25年）10月1日 |
| 小野町     | 鹿児島郡伊敷村大字小野（全域）   | 1950年（昭和25年）10月1日 |
| 犬迫町     | 鹿児島郡伊敷村大字犬迫（全域）   | 1950年（昭和25年）10月1日 |
| 小山田町   | 鹿児島郡伊敷村大字小山田（全域） | 1950年（昭和25年）10月1日 |
| 皆与志町   | 鹿児島郡伊敷村大字比志島（全域） | 1950年（昭和25年）10月1日 |
| 皆与志町   | 鹿児島郡伊敷村大字皆房（全域）   | 1950年（昭和25年）10月1日 |
| 野尻町     | 鹿児島郡東桜島村大字野尻（全域） | 1950年（昭和25年）10月1日 |
| 持木町     | 鹿児島郡東桜島村大字野尻（全域） | 1950年（昭和25年）10月1日 |
| 東桜島町   | 鹿児島郡東桜島村大字湯之（全域） | 1950年（昭和25年）10月1日 |
| 古里町     | 鹿児島郡東桜島村大字古里（全域） | 1950年（昭和25年）10月1日 |
| 有村町     | 鹿児島郡東桜島村大字有村（全域） | 1950年（昭和25年）10月1日 |
| 有村町     | 鹿児島郡東桜島村大字脇（全域）   | 1950年（昭和25年）10月1日 |
| 黒神町     | 鹿児島郡東桜島村大字黒神（全域） | 1950年（昭和25年）10月1日 |
| 黒神町     | 鹿児島郡東桜島村大字瀬戸（全域） | 1950年（昭和25年）10月1日 |
| 高免町     | 鹿児島郡東桜島村大字高免（全域） | 1950年（昭和25年）10月1日 |

## 1950年から1968年まで

### 下伊集院村の解体分割

下伊集院村の大字ごとの分割先を示した地図（現在の鹿児島市には嶽と有屋田が含まれる）

1956年（昭和31年）9月30日に日置郡下伊集院村が解体分割されることとなり、大字有屋田・大字嶽が日置郡郡山町、大字苗代川・大字宮田・大字神之川（一部）が日置郡東市来町、大字神之川（一部）が日置郡日吉町にそれぞれ編入され、その他の下伊集院村の区域及び及び伊集院町の全域を廃し新たに伊集院町が設置された。
2004年（平成16年）現在の鹿児島市の区域にあたる大字の変更点は以下のとおりである。現在の日置市の区域にあたるその他の区域については「下伊集院村#大字」を参照。
| 変更後                 | 変更前                             | 変更日                    |
| ---------------------- | ---------------------------------- | ------------------------- |
| 日置郡郡山町大字有屋田 | 日置郡下伊集院村大字有屋田（全域） | 1956年（昭和31年）9月30日 |
| 日置郡郡山町大字嶽     | 日置郡下伊集院村大字嶽（全域）     | 1956年（昭和31年）9月30日 |

### 鹿児島市における町域再編
1962年（昭和37年）に住居表示に関する法律（昭和37年法律第119号）が施行され、鹿児島市は鹿児島市街地域の住居表示に着手した。甲突川以北の市街地の住居表示の実施に着手し、第1回目が1963年（昭和38年）度に実施された。

#### 城南地区の住居表示
1963年（昭和38年）9月11日に城南地区（加治屋町・山之口町・樋之口町・新屋敷町・松原町・呉服町・船津町・大黒町・新町・堀江町・住吉町・南林寺町・塩屋町・西千石町）において住居表示が実施されたのに伴い町域の変更が行われた町の一覧である。この住居表示の実施に伴い、千日町・城南町・錦江町が新設され、洲崎町が廃止された。
| 変更後           | 変更前           | 変更日                    |
| ---------------- | ---------------- | ------------------------- |
| 加治屋町（編入） | 樋之口町（一部） | 1963年（昭和38年）9月11日 |
| 樋之口町（編入） | 新屋敷町（一部） | 1963年（昭和38年）9月11日 |
| 樋之口町（編入） | 山之口町（一部） | 1963年（昭和38年）9月11日 |
| 新屋敷町（編入） | 樋之口町（一部） | 1963年（昭和38年）9月11日 |
| 新屋敷町（編入） | 塩屋町（一部）   | 1963年（昭和38年）9月11日 |
| 松原町（編入）   | 南林寺町（一部） | 1963年（昭和38年）9月11日 |
| 千日町（新設）   | 山之口町（一部） | 1963年（昭和38年）9月11日 |
| 千日町（新設）   | 南林寺町（一部） | 1963年（昭和38年）9月11日 |
| 千日町（新設）   | 船津町（一部）   | 1963年（昭和38年）9月11日 |
| 城南町（新設）   | 塩屋町（一部）   | 1963年（昭和38年）9月11日 |
| 城南町（新設）   | 洲崎町（一部）   | 1963年（昭和38年）9月11日 |
| 住吉町（編入）   | 洲崎町（全域）   | 1963年（昭和38年）9月11日 |
| 南林寺町（編入） | 洲崎町（全域）   | 1963年（昭和38年）9月11日 |
| 堀江町（編入）   | 洲崎町（全域）   | 1963年（昭和38年）9月11日 |
| 錦江町（新設）   | 塩屋町（一部）   | 1963年（昭和38年）9月11日 |

#### 中央地区の住居表示
1965年（昭和40年）7月20日に中央地区（東千石町・平之町・山下町・中町・金生町・泉町・汐見町・六日町・易居町・生産町・小川町の全域及び和泉屋町・長田町・浜町の各一部）において住居表示が実施されたのに伴い町域の変更が行われた町の一覧である。この住居表示の実施に伴い、照国町・城山町・名山町が新設され、汐見町・六日町・築町・生産町が廃止された。
| 変更後         | 変更前           | 変更日                    |
| -------------- | ---------------- | ------------------------- |
| 山下町（編入） | 六日町（一部）   | 1965年（昭和40年）7月20日 |
| 城山町（新設） | 山下町（一部）   | 1965年（昭和40年）7月20日 |
| 城山町（新設） | 長田町（一部）   | 1965年（昭和40年）7月20日 |
| 照国町（新設） | 山下町（一部）   | 1965年（昭和40年）7月20日 |
| 照国町（新設） | 平之町（一部）   | 1965年（昭和40年）7月20日 |
| 名山町（新設） | 築町（全域）     | 1965年（昭和40年）7月20日 |
| 名山町（新設） | 易居町（一部）   | 1965年（昭和40年）7月20日 |
| 名山町（新設） | 六日町（一部）   | 1965年（昭和40年）7月20日 |
| 易居町（編入） | 生産町（一部）   | 1965年（昭和40年）7月20日 |
| 小川町（編入） | 易居町（一部）   | 1965年（昭和40年）7月20日 |
| 小川町（編入） | 生産町（一部）   | 1965年（昭和40年）7月20日 |
| 小川町（編入） | 和泉屋町（一部） | 1965年（昭和40年）7月20日 |
| 小川町（編入） | 山下町（一部）   | 1965年（昭和40年）7月20日 |
| 小川町（編入） | 長田町（一部）   | 1965年（昭和40年）7月20日 |
| 泉町（編入）   | 汐見町（全域）   | 1965年（昭和40年）7月20日 |

#### 上町地区の住居表示
1967年（昭和42年）11月1日に上町地区の一部（向江町・恵美須町・車町・栄町・柳町・春日町の全域、浜町・和泉屋町・池之上町・上竜尾町・下竜尾町・長田町の各一部）において住居表示が実施されたのに伴い町域の変更が行われた町の一覧である。この住居表示の実施に伴い、上本町・大竜町が新設され、和泉屋町・恵美須町・車町・栄町・向江町が廃止された。
| 変更後         | 変更前           | 変更日                    |
| -------------- | ---------------- | ------------------------- |
| 大竜町（新設） | 池之上町（一部） | 1967年（昭和42年）11月1日 |
| 大竜町（新設） | 車町（一部）     | 1967年（昭和42年）11月1日 |
| 大竜町（新設） | 上竜尾町（一部） | 1967年（昭和42年）11月1日 |
| 大竜町（新設） | 下竜尾町（一部） | 1967年（昭和42年）11月1日 |
| 上本町（新設） | 恵美須町（全域） | 1967年（昭和42年）11月1日 |
| 上本町（新設） | 和泉屋町（一部） | 1967年（昭和42年）11月1日 |
| 上本町（新設） | 下竜尾町（一部） | 1967年（昭和42年）11月1日 |
| 上本町（新設） | 長田町（一部）   | 1967年（昭和42年）11月1日 |
| 上本町（新設） | 車町（一部）     | 1967年（昭和42年）11月1日 |
| 春日町（編入） | 柳町（一部）     | 1967年（昭和42年）11月1日 |
| 柳町（編入）   | 春日町（一部）   | 1967年（昭和42年）11月1日 |
| 柳町（編入）   | 柳町（一部）     | 1967年（昭和42年）11月1日 |
| 柳町（編入）   | 栄町（一部）     | 1967年（昭和42年）11月1日 |
| 浜町（編入）   | 向江町（全域）   | 1967年（昭和42年）11月1日 |
| 浜町（編入）   | 春日町（一部）   | 1967年（昭和42年）11月1日 |
| 浜町（編入）   | 恵美須町（一部） | 1967年（昭和42年）11月1日 |
| 浜町（編入）   | 柳町（一部）     | 1967年（昭和42年）11月1日 |
| 浜町（編入）   | 栄町（一部）     | 1967年（昭和42年）11月1日 |

## 1967年の谷山市新設合併
1967年（昭和42年）4月29日に鹿児島市と谷山市が新設合併し新たに「鹿児島市」が新設された。谷山市の町については原則としてそのまま鹿児島市の町となったが、両市に存在した「塩屋町」について、鹿児島市塩屋町は同年4月20日に「甲突町」に名称を変更し、谷山市塩屋町は同年4月28日に「谷山塩屋町」に名称を変更した。また、同様に両市に存在した中町については谷山市中町が同年4月28日に「中山町」に名称を変更している。
| 変更後           | 変更前                   | 変更日                    |
| ---------------- | ------------------------ | ------------------------- |
| 甲突町           | 鹿児島市塩屋町（全域）   | 1967年（昭和42年）4月20日 |
| 谷山市中山町     | 谷山市中町（全域）       | 1967年（昭和42年）4月28日 |
| 谷山市谷山塩屋町 | 谷山市塩屋町（全域）     | 1967年（昭和42年）4月28日 |
| 上福元町         | 谷山市上福元町（全域）   | 1967年（昭和42年）4月29日 |
| 下福元町         | 谷山市下福元町（全域）   | 1967年（昭和42年）4月29日 |
| 中山町           | 谷山市中山町（全域）     | 1967年（昭和42年）4月29日 |
| 平川町           | 谷山市平川町（全域）     | 1967年（昭和42年）4月29日 |
| 和田町           | 谷山市和田町（全域）     | 1967年（昭和42年）4月29日 |
| 五ケ別府町       | 谷山市五ケ別府町（全域） | 1967年（昭和42年）4月29日 |
| 山田町           | 谷山市山田町（全域）     | 1967年（昭和42年）4月29日 |
| 谷山塩屋町       | 谷山市谷山塩屋町（全域） | 1967年（昭和42年）4月29日 |

## 1969年から2004年まで

### 真砂・新川・鶴ケ崎・港地区の住居表示
1969年（昭和44年）7月1日に郡元町の一部である真砂・新川・鶴ケ崎・港地区において住居表示が実施されることとなったのに伴い、以下の通り町域の再編が実施された。
| 変更後           | 変更前         | 変更日                   |
| ---------------- | -------------- | ------------------------ |
| 真砂町（新設）   | 郡元町（一部） | 1969年（昭和44年）7月1日 |
| 真砂本町（新設） | 郡元町（一部） | 1969年（昭和44年）7月1日 |
| 三和町（新設）   | 郡元町（一部） | 1969年（昭和44年）7月1日 |

### 紫原地区の住居表示
1970年（昭和45年）7月1日に紫原団地の区域にあたる宇宿町、鴨池町、郡元町、田上町の区域において住居表示が実施されることとなったのに伴い町域の再編が行われた。紫原一丁目から紫原七丁目の設置では鹿児島市では初めてとなる丁目制が採用された。
| 変更後             | 変更前         | 変更日                   |
| ------------------ | -------------- | ------------------------ |
| 紫原一丁目（新設） | 郡元町（一部） | 1970年（昭和45年）7月1日 |
| 紫原一丁目（新設） | 鴨池町（一部） | 1970年（昭和45年）7月1日 |
| 紫原二丁目（新設） | 鴨池町（一部） | 1970年（昭和45年）7月1日 |
| 紫原二丁目（新設） | 宇宿町（一部） | 1970年（昭和45年）7月1日 |
| 紫原三丁目（新設） | 宇宿町（一部） | 1970年（昭和45年）7月1日 |
| 紫原四丁目（新設） | 宇宿町（一部） | 1970年（昭和45年）7月1日 |
| 紫原五丁目（新設） | 宇宿町（一部） | 1970年（昭和45年）7月1日 |
| 紫原六丁目（新設） | 宇宿町（一部） | 1970年（昭和45年）7月1日 |
| 紫原六丁目（新設） | 鴨池町（一部） | 1970年（昭和45年）7月1日 |
| 紫原七丁目（新設） | 田上町（一部） | 1970年（昭和45年）7月1日 |
| 紫原七丁目（新設） | 宇宿町（一部） | 1970年（昭和45年）7月1日 |
| 南新町（新設）     | 郡元町（一部） | 1970年（昭和45年）7月1日 |
| 日之出町（新設）   | 宇宿町（一部） | 1970年（昭和45年）7月1日 |
| 日之出町（新設）   | 郡元町（一部） | 1970年（昭和45年）7月1日 |

### 西鹿児島駅前一帯（中洲工区）の町界町名変更
1970年（昭和45年）に西鹿児島駅（現在の鹿児島中央駅）前一帯において換地処分が行われたのに伴い、町界町名変更が以下の通り実施された。
| 変更後             | 変更前           | 変更日             |
| ------------------ | ---------------- | ------------------ |
| 中央町（新設）     | 上荒田町（一部） | 1970年（昭和45年） |
| 中央町（新設）     | 上之園町（一部） | 1970年（昭和45年） |
| 中央町（新設）     | 武町（一部）     | 1970年（昭和45年） |
| 中央町（新設）     | 西田町（一部）   | 1970年（昭和45年） |
| 西田一丁目（新設） | 西田町（一部）   | 1970年（昭和45年） |
| 鷹師一丁目（新設） | 鷹師町（一部）   | 1970年（昭和45年） |
| 上之園町（編入）   | 上荒田町（一部） | 1970年（昭和45年） |
| 上之園町（編入）   | 高麗町（一部）   | 1970年（昭和45年） |
| 上之園町（編入）   | 武町（一部）     | 1970年（昭和45年） |

### 高麗・上荒田地区の住居表示
1971年（昭和46年）7月1日に高麗・荒田地区にあたる下荒田町、上荒田町、高麗町、鴨池町の区域において住居表示が実施されることとなったのに伴い、町域の再編が行われた。
| 変更後             | 変更前           | 変更日                   |
| ------------------ | ---------------- | ------------------------ |
| 高麗町（編入）     | 下荒田町（一部） | 1971年（昭和46年）7月1日 |
| 荒田一丁目（新設） | 上荒田町（一部） | 1971年（昭和46年）7月1日 |
| 荒田一丁目（新設） | 下荒田町（一部） | 1971年（昭和46年）7月1日 |
| 荒田二丁目（新設） | 上荒田町（一部） | 1971年（昭和46年）7月1日 |
| 荒田二丁目（新設） | 下荒田町（一部） | 1971年（昭和46年）7月1日 |
| 荒田二丁目（新設） | 鴨池町（一部）   | 1971年（昭和46年）7月1日 |

### 南港地区の住居表示
1973年（昭和48年）3月4日に郡元町・宇宿町の一部の区域にあたる南港地区において住居表示が実施されることとなったのに伴い、町域の再編が行われた。
| 変更後             | 変更前         | 変更日                   |
| ------------------ | -------------- | ------------------------ |
| 南郡元町（新設）   | 郡元町（一部） | 1973年（昭和48年）3月4日 |
| 東郡元町（新設）   | 郡元町（一部） | 1973年（昭和48年）3月4日 |
| 新栄町（新設）     | 宇宿町（一部） | 1973年（昭和48年）3月4日 |
| 新栄町（新設）     | 郡元町（一部） | 1973年（昭和48年）3月4日 |
| 宇宿一丁目（新設） | 宇宿町（一部） | 1973年（昭和48年）3月4日 |
| 宇宿二丁目（新設） | 宇宿町（一部） | 1973年（昭和48年）3月4日 |
| 宇宿三丁目（新設） | 宇宿町（一部） | 1973年（昭和48年）3月4日 |

### 下荒田・天保山地区の住居表示
1973年（昭和48年）12月3日に天保山町、鴨池町、下荒田町の各一部にあたる下荒田・天保山地区において住居表示が実施されるのに伴い町域の再編が行われた。
| 変更後               | 変更前           | 変更日                    |
| -------------------- | ---------------- | ------------------------- |
| 下荒田一丁目（新設） | 下荒田町（一部） | 1973年（昭和48年）12月3日 |
| 下荒田一丁目（新設） | 天保山町（一部） | 1973年（昭和48年）12月3日 |
| 下荒田一丁目（新設） | 上荒田町（一部） | 1973年（昭和48年）12月3日 |
| 下荒田二丁目（新設） | 下荒田町（一部） | 1973年（昭和48年）12月3日 |
| 下荒田二丁目（新設） | 天保山町（一部） | 1973年（昭和48年）12月3日 |
| 下荒田三丁目（新設） | 鴨池町（一部）   | 1973年（昭和48年）12月3日 |
| 下荒田三丁目（新設） | 上荒田町（一部） | 1973年（昭和48年）12月3日 |
| 下荒田三丁目（新設） | 下荒田町（一部） | 1973年（昭和48年）12月3日 |
| 下荒田四丁目（新設） | 鴨池町（一部）   | 1973年（昭和48年）12月3日 |
| 下荒田四丁目（新設） | 下荒田町（一部） | 1973年（昭和48年）12月3日 |
| 天保山町（編入）     | 下荒田町（一部） | 1973年（昭和48年）12月3日 |

### 郡元・鴨池・上荒田地区の住居表示
1974年（昭和49年）7月8日に郡元・鴨池・上荒田地区において住居表示が実施されることとなり、町の区域の再編が実施された。
| 変更後             | 変更前           | 変更日                   |
| ------------------ | ---------------- | ------------------------ |
| 郡元一丁目（新設） | 鴨池町（一部）   | 1974年（昭和49年）7月8日 |
| 郡元一丁目（新設） | 郡元町（一部）   | 1974年（昭和49年）7月8日 |
| 郡元一丁目（新設） | 上荒田町（一部） | 1974年（昭和49年）7月8日 |
| 郡元二丁目（新設） | 郡元町（一部）   | 1974年（昭和49年）7月8日 |
| 郡元三丁目（新設） | 郡元町（一部）   | 1974年（昭和49年）7月8日 |
| 鴨池一丁目（新設） | 鴨池町（一部）   | 1974年（昭和49年）7月8日 |
| 鴨池一丁目（新設） | 郡元町（一部）   | 1974年（昭和49年）7月8日 |
| 鴨池二丁目（新設） | 鴨池町（一部）   | 1974年（昭和49年）7月8日 |
| 鴨池二丁目（新設） | 郡元町（一部）   | 1974年（昭和49年）7月8日 |

### 武・西田地区の住居表示
1975年（昭和50年）6月27日に武・西田地区において住居表示が実施されることとなったのに伴い町域の再編が行われた。
| 変更後             | 変更前           | 変更日                    |
| ------------------ | ---------------- | ------------------------- |
| 武一丁目（新設）   | 武町（一部）     | 1975年（昭和50年）6月27日 |
| 武一丁目（新設）   | 上荒田町（一部） | 1975年（昭和50年）6月27日 |
| 武二丁目（新設）   | 武町（一部）     | 1975年（昭和50年）6月27日 |
| 西田二丁目（新設） | 武町（一部）     | 1975年（昭和50年）6月27日 |
| 西田二丁目（新設） | 西田町（一部）   | 1975年（昭和50年）6月27日 |
| 西田三丁目（新設） | 武町（一部）     | 1975年（昭和50年）6月27日 |
| 西田三丁目（新設） | 常盤町（一部）   | 1975年（昭和50年）6月27日 |
| 西田三丁目（新設） | 西田町（一部）   | 1975年（昭和50年）6月27日 |

### 鴨池新町の新設
1976年（昭和51年）5月20日に町の区域の新設が行われ、郡元町の一部より鴨池新町が設置された。
| 変更後           | 変更前         | 変更日                    |
| ---------------- | -------------- | ------------------------- |
| 鴨池新町（新設） | 郡元町（一部） | 1976年（昭和51年）5月20日 |

### 新照院・草牟田・城西地区の住居表示
1976年（昭和51年）7月5日に新照院・草牟田・城西地区において住居表示が実施されることとなり、町域の再編が実施された。
| 変更後               | 変更前           | 変更日                   |
| -------------------- | ---------------- | ------------------------ |
| 城西一丁目（新設）   | 鷹師町（一部）   | 1976年（昭和51年）7月5日 |
| 城西一丁目（新設）   | 薬師町（一部）   | 1976年（昭和51年）7月5日 |
| 城西二丁目（新設）   | 薬師町（一部）   | 1976年（昭和51年）7月5日 |
| 城西二丁目（新設）   | 原良町（一部）   | 1976年（昭和51年）7月5日 |
| 城西三丁目（新設）   | 原良町（一部）   | 1976年（昭和51年）7月5日 |
| 薬師一丁目（新設）   | 薬師町（一部）   | 1976年（昭和51年）7月5日 |
| 薬師一丁目（新設）   | 鷹師町（一部）   | 1976年（昭和51年）7月5日 |
| 薬師二丁目（新設）   | 薬師町（一部）   | 1976年（昭和51年）7月5日 |
| 薬師二丁目（新設）   | 常盤町（一部）   | 1976年（昭和51年）7月5日 |
| 薬師二丁目（新設）   | 西田町（一部）   | 1976年（昭和51年）7月5日 |
| 鷹師二丁目（新設）   | 鷹師町（一部）   | 1976年（昭和51年）7月5日 |
| 鷹師二丁目（新設）   | 薬師町（一部）   | 1976年（昭和51年）7月5日 |
| 草牟田一丁目（新設） | 草牟田町（一部） | 1976年（昭和51年）7月5日 |
| 草牟田二丁目（新設） | 草牟田町（一部） | 1976年（昭和51年）7月5日 |
| 草牟田二丁目（新設） | 玉里町（一部）   | 1976年（昭和51年）7月5日 |
| 草牟田町（編入）     | 下伊敷町（一部） | 1976年（昭和51年）7月5日 |
| 城山一丁目（新設）   | 草牟田町（一部） | 1976年（昭和51年）7月5日 |
| 城山一丁目（新設）   | 冷水町（一部）   | 1976年（昭和51年）7月5日 |
| 城山一丁目（新設）   | 長田町（一部）   | 1976年（昭和51年）7月5日 |
| 城山一丁目（新設）   | 玉里町（一部）   | 1976年（昭和51年）7月5日 |
| 城山二丁目（新設）   | 長田町（一部）   | 1976年（昭和51年）7月5日 |
| 城山二丁目（新設）   | 冷水町（一部）   | 1976年（昭和51年）7月5日 |

### 与次郎ヶ浜地区の住居表示
1976年（昭和51年）10月12日に与次郎ヶ浜地区において住居表示が実施されることとなったのに伴い町域の再編が行われた。
| 変更後               | 変更前           | 変更日                     |
| -------------------- | ---------------- | -------------------------- |
| 与次郎一丁目（新設） | 下荒田町（一部） | 1976年（昭和51年）10月12日 |
| 与次郎二丁目（新設） | 下荒田町（一部） | 1976年（昭和51年）10月12日 |

### 魚見町の新設
1976年（昭和51年）11月30日に魚見ヶ原団地の区域にあたる区域に魚見町が設置された。
| 変更後         | 変更前           | 変更日                     |
| -------------- | ---------------- | -------------------------- |
| 魚見町（新設） | 上福元町（一部） | 1976年（昭和51年）11月30日 |
| 魚見町（新設） | 中山町（一部）   | 1976年（昭和51年）11月30日 |

### 伊敷・緑ケ丘団地地区の住居表示
1977年（昭和52年）7月11日に伊敷団地地区（伊敷団地周辺地区）において住居表示が実施されることとなったのに伴い、町域の再編が行われた。
| 変更後               | 変更前           | 変更日                    |
| -------------------- | ---------------- | ------------------------- |
| 西伊敷一丁目（新設） | 伊敷町（一部）   | 1977年（昭和52年）7月11日 |
| 西伊敷二丁目（新設） | 伊敷町（一部）   | 1977年（昭和52年）7月11日 |
| 西伊敷三丁目（新設） | 伊敷町（一部）   | 1977年（昭和52年）7月11日 |
| 西伊敷四丁目（新設） | 伊敷町（一部）   | 1977年（昭和52年）7月11日 |
| 西伊敷四丁目（新設） | 岡之原町（一部） | 1977年（昭和52年）7月11日 |
| 西伊敷五丁目（新設） | 岡之原町（一部） | 1977年（昭和52年）7月11日 |
| 西伊敷六丁目（新設） | 岡之原町（一部） | 1977年（昭和52年）7月11日 |
| 西伊敷七丁目（新設） | 岡之原町（一部） | 1977年（昭和52年）7月11日 |
| 西伊敷七丁目（新設） | 川上町（一部）   | 1977年（昭和52年）7月11日 |
| 千年一丁目（新設）   | 伊敷町（一部）   | 1977年（昭和52年）7月11日 |
| 千年二丁目（新設）   | 伊敷町（一部）   | 1977年（昭和52年）7月11日 |
| 緑ケ丘町（新設）     | 岡之原町（一部） | 1977年（昭和52年）7月11日 |
| 緑ケ丘町（新設）     | 川上町（一部）   | 1977年（昭和52年）7月11日 |

### 玉里団地地区の住居表示
1978年（昭和53年）6月19日に玉里町、下伊敷町、坂元町の各一部にあたる玉里団地地区（玉里団地・若葉台団地）において住居表示を実施することとなり町域の再編が行われた。
| 変更後                 | 変更前           | 変更日                    |
| ---------------------- | ---------------- | ------------------------- |
| 玉里団地一丁目（新設） | 玉里町（一部）   | 1978年（昭和53年）6月19日 |
| 玉里団地一丁目（新設） | 下伊敷町（一部） | 1978年（昭和53年）6月19日 |
| 玉里団地二丁目（新設） | 下伊敷町（一部） | 1978年（昭和53年）6月19日 |
| 玉里団地二丁目（新設） | 坂元町（一部）   | 1978年（昭和53年）6月19日 |
| 玉里団地三丁目（新設） | 下伊敷町（一部） | 1978年（昭和53年）6月19日 |
| 若葉町（新設）         | 下伊敷町（一部） | 1978年（昭和53年）6月19日 |

### 桜ケ丘団地の換地処分
1978年（昭和53年）10月24日に中山町・山田町・宇宿町・田上町の各一部に造成された桜ケ丘団地において換地処分が行われたのに伴い、町域の再編が行われた。
| 変更後               | 変更前         | 変更日                     |
| -------------------- | -------------- | -------------------------- |
| 桜ケ丘一丁目（新設） | 中山町（一部） | 1978年（昭和53年）10月24日 |
| 桜ケ丘一丁目（新設） | 山田町（一部） | 1978年（昭和53年）10月24日 |
| 桜ケ丘一丁目（新設） | 宇宿町（一部） | 1978年（昭和53年）10月24日 |
| 桜ケ丘一丁目（新設） | 田上町（一部） | 1978年（昭和53年）10月24日 |
| 桜ケ丘二丁目（新設） | 中山町（一部） | 1978年（昭和53年）10月24日 |
| 桜ケ丘二丁目（新設） | 山田町（一部） | 1978年（昭和53年）10月24日 |
| 桜ケ丘二丁目（新設） | 宇宿町（一部） | 1978年（昭和53年）10月24日 |
| 桜ケ丘三丁目（新設） | 中山町（一部） | 1978年（昭和53年）10月24日 |
| 桜ケ丘四丁目（新設） | 中山町（一部） | 1978年（昭和53年）10月24日 |
| 桜ケ丘四丁目（新設） | 宇宿町（一部） | 1978年（昭和53年）10月24日 |
| 桜ケ丘五丁目（新設） | 中山町（一部） | 1978年（昭和53年）10月24日 |
| 桜ケ丘五丁目（新設） | 宇宿町（一部） | 1978年（昭和53年）10月24日 |
| 桜ケ丘六丁目（新設） | 中山町（一部） | 1978年（昭和53年）10月24日 |
| 桜ケ丘六丁目（新設） | 宇宿町（一部） | 1978年（昭和53年）10月24日 |
| 桜ケ丘七丁目（新設） | 宇宿町（一部） | 1978年（昭和53年）10月24日 |

### 笹貫・谷山塩屋地区の住居表示
1979年（昭和54年）2月26日に笹貫・谷山塩屋地区の区域において住居表示が実施されることとなったのに伴い、町域の再編が行われた。
| 変更後               | 変更前             | 変更日                    |
| -------------------- | ------------------ | ------------------------- |
| 東谷山一丁目（新設） | 谷山塩屋町（一部） | 1979年（昭和54年）2月26日 |
| 東谷山一丁目（新設） | 上福元町（一部）   | 1979年（昭和54年）2月26日 |
| 小松原一丁目（新設） | 上福元町（一部）   | 1979年（昭和54年）2月26日 |

### 原良団地・永吉団地地区の住居表示
1979年（昭和54年）7月16日に原良団地・永吉団地の区域に当たる小野町、永吉町、原良町の各一部において住居表示が実施されることとなったのに伴い、町域の再編が行われた。
| 変更後             | 変更前         | 変更日                    |
| ------------------ | -------------- | ------------------------- |
| 明和一丁目（新設） | 原良町（一部） | 1979年（昭和54年）7月16日 |
| 明和一丁目（新設） | 永吉町（一部） | 1979年（昭和54年）7月16日 |
| 明和二丁目（新設） | 小野町（一部） | 1979年（昭和54年）7月16日 |
| 明和二丁目（新設） | 原良町（一部） | 1979年（昭和54年）7月16日 |
| 明和三丁目（新設） | 小野町（一部） | 1979年（昭和54年）7月16日 |
| 明和四丁目（新設） | 永吉町（一部） | 1979年（昭和54年）7月16日 |
| 明和五丁目（新設） | 小野町（一部） | 1979年（昭和54年）7月16日 |
| 明和五丁目（新設） | 永吉町（一部） | 1979年（昭和54年）7月16日 |

### 西郷団地・武・西田地区の住居表示
1980年（昭和55年）7月28日に田上町、西別府町、常盤町、武町の各一部にあたる西郷団地・武・西田地区の住居表示において住居表示が実施されることとなり、町域の再編が実施された。
| 変更後             | 変更前           | 変更日                    |
| ------------------ | ---------------- | ------------------------- |
| 西陵一丁目（新設） | 田上町（一部）   | 1980年（昭和55年）7月28日 |
| 西陵一丁目（新設） | 西別府町（一部） | 1980年（昭和55年）7月28日 |
| 西陵二丁目（新設） | 田上町（一部）   | 1980年（昭和55年）7月28日 |
| 西陵二丁目（新設） | 西別府町（一部） | 1980年（昭和55年）7月28日 |
| 西陵三丁目（新設） | 西別府町（一部） | 1980年（昭和55年）7月28日 |
| 西陵四丁目（新設） | 西別府町（一部） | 1980年（昭和55年）7月28日 |
| 武三丁目（新設）   | 武町（一部）     | 1980年（昭和55年）7月28日 |
| 武三丁目（新設）   | 田上町（一部）   | 1980年（昭和55年）7月28日 |
| 武三丁目（新設）   | 常盤町（一部）   | 1980年（昭和55年）7月28日 |
| 武一丁目（編入）   | 武町（一部）     | 1980年（昭和55年）7月28日 |
| 武二丁目（編入）   | 武町（一部）     | 1980年（昭和55年）7月28日 |

### 小松原地区の住居表示
1981年（昭和56年）2月23日には小松原地区において住居表示が実施され、谷山塩屋町の一部のうち区画整理が実施された区域において町域の再編が行われた。
| 変更後               | 変更前             | 変更日                    |
| -------------------- | ------------------ | ------------------------- |
| 小松原一丁目（編入） | 谷山塩屋町（一部） | 1981年（昭和56年）2月23日 |
| 小松原二丁目（新設） | 谷山塩屋町（一部） | 1981年（昭和56年）2月23日 |

### 梶原迫団地地区の住居表示
1982年（昭和57年）10月23日に宇宿町に造成された梶原迫団地の区域が換地処分されたのに伴い、町域の再編が行われた。
| 変更後           | 変更前         | 変更日                     |
| ---------------- | -------------- | -------------------------- |
| 西紫原町（新設） | 宇宿町（一部） | 1982年（昭和57年）10月23日 |

### 冷水・玉里地区の住居表示
1983年（昭和58年）1月31日には冷水・玉里地区で住居表示が実施されるのに伴い、町域の再編が行われた。
| 変更後         | 変更前         | 変更日                    |
| -------------- | -------------- | ------------------------- |
| 冷水町（編入） | 坂元町（一部） | 1983年（昭和58年）1月31日 |

### 上之原・辻ヶ丘・催馬楽団地地区の住居表示
1984年（昭和59年）1月30日に上之原団地・辻ヶ丘団地・催馬楽団地の区域において住居表示が実施されることとなったのに伴い町の区域の再編が実施された。
| 変更後               | 変更前           | 変更日                    |
| -------------------- | ---------------- | ------------------------- |
| 東坂元一丁目（新設） | 坂元町（一部）   | 1984年（昭和59年）1月30日 |
| 東坂元二丁目（新設） | 坂元町（一部）   | 1984年（昭和59年）1月30日 |
| 西坂元町（新設）     | 坂元町（一部）   | 1984年（昭和59年）1月30日 |
| 西坂元町（新設）     | 冷水町（一部）   | 1984年（昭和59年）1月30日 |
| 西坂元町（新設）     | 下伊敷町（一部） | 1984年（昭和59年）1月30日 |

### 慈眼寺団地地区の住居表示
1984年（昭和59年）10月15日に慈眼寺団地・ニュー慈眼寺団地・坂之上団地・星和台団地の区域にあたる下福元町の一部において住居表示が実施されるのに伴い、町域の再編が行われた。
| 変更後               | 変更前           | 変更日                     |
| -------------------- | ---------------- | -------------------------- |
| 錦江台一丁目（新設） | 下福元町（一部） | 1984年（昭和59年）10月15日 |
| 錦江台二丁目（新設） | 下福元町（一部） | 1984年（昭和59年）10月15日 |
| 錦江台三丁目（新設） | 下福元町（一部） | 1984年（昭和59年）10月15日 |

### 東田上・田上団地地区の住居表示
1986年（昭和61年）2月10日に田上団地地区及び東田上地区において住居表示が実施されることとなった。これに伴い、田上団地・前ケ迫団地・鶴留団地・丸岡団地の区域にあたる区域において町域の再編が実施された。
| 変更後               | 変更前           | 変更日                    |
| -------------------- | ---------------- | ------------------------- |
| 田上一丁目（新設）   | 田上町（一部）   | 1986年（昭和61年）2月10日 |
| 田上一丁目（新設）   | 武町（一部）     | 1986年（昭和61年）2月10日 |
| 田上二丁目（新設）   | 田上町（一部）   | 1986年（昭和61年）2月10日 |
| 田上二丁目（新設）   | 上荒田町（一部） | 1986年（昭和61年）2月10日 |
| 田上三丁目（新設）   | 田上町（一部）   | 1986年（昭和61年）2月10日 |
| 田上台一丁目（新設） | 田上町（一部）   | 1986年（昭和61年）2月10日 |
| 田上台二丁目（新設） | 田上町（一部）   | 1986年（昭和61年）2月10日 |
| 田上台三丁目（新設） | 田上町（一部）   | 1986年（昭和61年）2月10日 |
| 田上台四丁目（新設） | 田上町（一部）   | 1986年（昭和61年）2月10日 |
| 田上台四丁目（新設） | 西別府町（一部） | 1986年（昭和61年）2月10日 |
| 紫原七丁目（編入）   | 田上町（一部）   | 1986年（昭和61年）2月10日 |

### 大明ヶ丘団地地区の住居表示
1986年（昭和61年）2月9日に吉野町の一部にあたる大明ヶ丘団地の区域において住居表示が実施されることとなり、それに伴い町域の再編が実施された。
| 変更後               | 変更前         | 変更日                   |
| -------------------- | -------------- | ------------------------ |
| 大明丘一丁目（新設） | 吉野町（一部） | 1986年（昭和61年）2月9日 |
| 大明丘二丁目（新設） | 吉野町（一部） | 1986年（昭和61年）2月9日 |
| 大明丘三丁目（新設） | 吉野町（一部） | 1986年（昭和61年）2月9日 |

### 喜入町における大字の再編
1988年（昭和63年）1月1日に喜入町大字前之浜（現在の喜入前之浜町）及び喜入町大字中名（現在の喜入中名町）の各一部より分割され、喜入町大字喜入（現在の喜入町）及び喜入町大字一倉（現在の喜入一倉町）が設置された。
分割が行われた理由として「喜入町郷土誌」では『地区名（小学校区）と大字名の違いから生活に不便や不都合が生じた為』としている。
| 変更後の大字           | 変更前の区域             | 変更日                   |
| ---------------------- | ------------------------ | ------------------------ |
| 喜入町大字喜入（新設） | 喜入町大字前之浜（一部） | 1988年（昭和63年）1月1日 |
| 喜入町大字喜入（新設） | 喜入町大字中名（各一部） | 1988年（昭和63年）1月1日 |
| 喜入町大字一倉（新設） | 喜入町大字前之浜（一部） | 1988年（昭和63年）1月1日 |
| 喜入町大字一倉（新設） | 喜入町大字中名（各一部） | 1988年（昭和63年）1月1日 |

### 小野中迫・梅之木・田中宇都地区の住居表示
1988年（昭和63年）2月15日に小野町の一部において住居表示が実施されることとなり、それに伴い町域の再編が実施された。
| 変更後             | 変更前         | 変更日                    |
| ------------------ | -------------- | ------------------------- |
| 小野一丁目（新設） | 小野町（一部） | 1988年（昭和63年）2月15日 |
| 小野二丁目（新設） | 小野町（一部） | 1988年（昭和63年）2月15日 |

### 西郷団地地区（第二次）の住居表示
1988年（昭和63年）2月15日に西別府町、田上町の各一部にあたる西郷団地地区の残りの区域で住居表示が実施されるのに伴い、町域の再編が行われた。
| 変更後             | 変更前           | 変更日                    |
| ------------------ | ---------------- | ------------------------- |
| 西陵二丁目（編入） | 西別府町（一部） | 1988年（昭和63年）2月15日 |
| 西陵二丁目（編入） | 田上町（一部）   | 1988年（昭和63年）2月15日 |
| 西陵四丁目（編入） | 西別府町（一部） | 1988年（昭和63年）2月15日 |
| 西陵五丁目（新設） | 西別府町（一部） | 1988年（昭和63年）2月15日 |
| 西陵六丁目（新設） | 西別府町（一部） | 1988年（昭和63年）2月15日 |
| 西陵六丁目（新設） | 田上町（一部）   | 1988年（昭和63年）2月15日 |
| 西陵七丁目（新設） | 西別府町（一部） | 1988年（昭和63年）2月15日 |
| 西陵八丁目（新設） | 西別府町（一部） | 1988年（昭和63年）2月15日 |

### 桜川地区の住居表示
1988年（昭和63年）2月15日には桜川地区において住居表示が実施されるのに伴い、町域の再編が行われた。
| 変更後               | 変更前           | 変更日                    |
| -------------------- | ---------------- | ------------------------- |
| 東谷山四丁目（新設） | 上福元町（一部） | 1988年（昭和63年）2月15日 |
| 東谷山五丁目（新設） | 上福元町（一部） | 1988年（昭和63年）2月15日 |

### 星ヶ峯団地地区の住居表示
1989年（平成元年）2月13日に田上町、五ケ別府町、山田町の各一部にあたる「星ヶ峯団地地区」において住居表示が実施されることとなったのに伴い町域の再編が行われた。
| 変更後               | 変更前             | 変更日                    |
| -------------------- | ------------------ | ------------------------- |
| 星ヶ峯一丁目（新設） | 田上町（一部）     | 1989年（平成元年）2月13日 |
| 星ヶ峯一丁目（新設） | 山田町（一部）     | 1989年（平成元年）2月13日 |
| 星ヶ峯二丁目（新設） | 田上町（一部）     | 1989年（平成元年）2月13日 |
| 星ヶ峯二丁目（新設） | 山田町（一部）     | 1989年（平成元年）2月13日 |
| 星ヶ峯二丁目（新設） | 五ケ別府町（一部） | 1989年（平成元年）2月13日 |
| 星ヶ峯三丁目（新設） | 五ケ別府町（一部） | 1989年（平成元年）2月13日 |
| 星ヶ峯四丁目（新設） | 山田町（一部）     | 1989年（平成元年）2月13日 |
| 星ヶ峯四丁目（新設） | 五ケ別府町（一部） | 1989年（平成元年）2月13日 |
| 星ヶ峯五丁目（新設） | 山田町（一部）     | 1989年（平成元年）2月13日 |
| 星ヶ峯五丁目（新設） | 五ケ別府町（一部） | 1989年（平成元年）2月13日 |

### 希望ヶ丘・自由ケ丘地区の住居表示
1990年（平成2年）2月13日に上福元町及び中山町の各一部にあたる希望ヶ丘・自由ヶ丘団地地区において住居表示が実施されるのに伴い、町域の再編が行われた。
| 変更後                 | 変更前           | 変更日                   |
| ---------------------- | ---------------- | ------------------------ |
| 希望ケ丘町（新設）     | 上福元町（一部） | 1990年（平成2年）2月13日 |
| 希望ケ丘町（新設）     | 中山町（一部）   | 1990年（平成2年）2月13日 |
| 自由ケ丘一丁目（新設） | 中山町（一部）   | 1990年（平成2年）2月13日 |
| 自由ケ丘二丁目（新設） | 中山町（一部）   | 1990年（平成2年）2月13日 |

### 田上町中園地区の住居表示
1990年（平成2年）2月13日に田上町中園地区において住居表示が実施されることとなり、それに伴い町の区域の再編が実施された。
| 変更後             | 変更前             | 変更日                   |
| ------------------ | ------------------ | ------------------------ |
| 田上五丁目（新設） | 田上町（一部）     | 1990年（平成2年）2月13日 |
| 田上五丁目（新設） | 西別府町（一部）   | 1990年（平成2年）2月13日 |
| 田上六丁目（新設） | 田上町（一部）     | 1990年（平成2年）2月13日 |
| 田上七丁目（新設） | 田上町（一部）     | 1990年（平成2年）2月13日 |
| 田上八丁目（新設） | 田上町（一部）     | 1990年（平成2年）2月13日 |
| 田上八丁目（新設） | 西別府町（一部）   | 1990年（平成2年）2月13日 |
| 武岡三丁目（編入） | 田上町（一部）     | 1990年（平成2年）2月13日 |
| 西陵一丁目（編入） | 田上町（一部）     | 1990年（平成2年）2月13日 |
| 西陵三丁目（編入） | 田上町（一部）     | 1990年（平成2年）2月13日 |
| 武三丁目（編入）   | 田上一丁目（一部） | 1990年（平成2年）2月13日 |
| 武三丁目（編入）   | 田上町（一部）     | 1990年（平成2年）2月13日 |

### 宇宿町下地区の住居表示
1990年（平成2年）11月5日に宇宿町下地区及び上福元町小原地区において住居表示が実施されるのに併せて町域の再編が実施された。
| 変更後               | 変更前           | 変更日                   |
| -------------------- | ---------------- | ------------------------ |
| 紫原三丁目（編入）   | 宇宿町（一部）   | 1990年（平成2年）11月5日 |
| 西紫原町（編入）     | 宇宿町（一部）   | 1990年（平成2年）11月5日 |
| 日之出町（編入）     | 宇宿町（一部）   | 1990年（平成2年）11月5日 |
| 宇宿四丁目（編入）   | 宇宿町（一部）   | 1990年（平成2年）11月5日 |
| 宇宿五丁目（編入）   | 宇宿町（一部）   | 1990年（平成2年）11月5日 |
| 桜ケ丘八丁目（新設） | 宇宿町（一部）   | 1990年（平成2年）11月5日 |
| 桜ケ丘八丁目（新設） | 上福元町（一部） | 1990年（平成2年）11月5日 |

### 上福元町小原地区の住居表示
1990年（平成2年）11月5日には、宇宿町下地区において住居表示が実施されるのに併せて町の区域の再編が実施された。
| 変更後         | 変更前           | 変更日                   |
| -------------- | ---------------- | ------------------------ |
| 小原町（新設） | 上福元町（一部） | 1990年（平成2年）11月5日 |
| 小原町（新設） | 中山町（一部）   | 1990年（平成2年）11月5日 |
| 魚見町（編入） | 上福元町（一部） | 1990年（平成2年）11月5日 |

### 吉田町における町丁の設置
1991年（平成3年）5月7日に吉田町大字宮之浦（現在の宮之浦町）より牟礼岡団地（三井ニュータウン）として造成された区域が分割され以下の町丁が設置された。また、同時に全域で住居表示が実施された。
| 変更後の町丁               | 変更前の区域             | 変更日                  |
| -------------------------- | ------------------------ | ----------------------- |
| 吉田町牟礼岡一丁目（新設） | 吉田町大字宮之浦（一部） | 1991年（平成3年）5月7日 |
| 吉田町牟礼岡二丁目（新設） | 吉田町大字宮之浦（一部） | 1991年（平成3年）5月7日 |
| 吉田町牟礼岡三丁目（新設） | 吉田町大字宮之浦（一部） | 1991年（平成3年）5月7日 |

### 小野町中福良・鶴之村地区の住居表示
1991年（平成3年）11月5日には小野町の一部にあたる小野町中福良・鶴之村地区において住居表示が実施されたのに伴い町域の再編が行われた。
| 変更後の町丁       | 変更前の区域   | 変更日                   |
| ------------------ | -------------- | ------------------------ |
| 小野三丁目（新設） | 小野町（一部） | 1991年（平成3年）11月5日 |
| 小野四丁目（新設） | 小野町（一部） | 1991年（平成3年）11月5日 |

### 坂元町国料地区の住居表示
1992年（平成4年）8月10日に坂元町国料地区にて住居表示が実施されたのに伴い、町域の再編が行われた。
| 変更後の町丁         | 変更前の区域   | 変更日                   |
| -------------------- | -------------- | ------------------------ |
| 東坂元三丁目（新設） | 坂元町（一部） | 1992年（平成4年）8月10日 |
| 東坂元四丁目（新設） | 坂元町（一部） | 1992年（平成4年）8月10日 |
| 皷川町（編入）       | 坂元町（一部） | 1992年（平成4年）8月10日 |

### 花野団地地区の住居表示
1992年（平成4年）9月14日に花野団地地区において住居表示が実施されるのに伴い町域の再編が行われた。
| 変更後の町丁             | 変更前の区域     | 変更日                   |
| ------------------------ | ---------------- | ------------------------ |
| 花野光ヶ丘一丁目（新設） | 岡之原町（一部） | 1992年（平成4年）9月14日 |
| 花野光ヶ丘二丁目（新設） | 岡之原町（一部） | 1992年（平成4年）9月14日 |
| 花野光ヶ丘二丁目（新設） | 皆与志町（一部） | 1992年（平成4年）9月14日 |

### 皇徳寺ニュータウン地区の住居表示
1992年（平成4年）9月14日に五ケ別府町および山田町の各一部にあたる皇徳寺ニュータウン地区において住居表示が実施されることとなったのに伴い町域の再編が行われた。
| 変更後の町丁           | 変更前の区域       | 変更日                   |
| ---------------------- | ------------------ | ------------------------ |
| 皇徳寺台一丁目（新設） | 山田町（一部）     | 1992年（平成4年）9月14日 |
| 皇徳寺台二丁目（新設） | 山田町（一部）     | 1992年（平成4年）9月14日 |
| 皇徳寺台三丁目（新設） | 山田町（一部）     | 1992年（平成4年）9月14日 |
| 皇徳寺台四丁目（新設） | 五ケ別府町（一部） | 1992年（平成4年）9月14日 |
| 皇徳寺台四丁目（新設） | 山田町（一部）     | 1992年（平成4年）9月14日 |
| 皇徳寺台五丁目（新設） | 五ケ別府町（一部） | 1992年（平成4年）9月14日 |

### 唐湊地区の住居表示
1993年（平成5年）3月1日に、鴨池町の全域及び郡元町及び田上町の各一部にあたる唐湊地区において住居表示が実施されるのに伴い町域の再編が行われた。これに伴い鴨池町が消滅した。
| 変更後の町丁       | 変更前の区域   | 変更日                  |
| ------------------ | -------------- | ----------------------- |
| 唐湊一丁目（新設） | 鴨池町（一部） | 1993年（平成5年）3月1日 |
| 唐湊一丁目（新設） | 郡元町（一部） | 1993年（平成5年）3月1日 |
| 唐湊一丁目（新設） | 田上町（一部） | 1993年（平成5年）3月1日 |
| 唐湊二丁目（新設） | 田上町（一部） | 1993年（平成5年）3月1日 |
| 唐湊二丁目（新設） | 鴨池町（一部） | 1993年（平成5年）3月1日 |
| 唐湊三丁目（新設） | 鴨池町（一部） | 1993年（平成5年）3月1日 |
| 唐湊三丁目（新設） | 郡元町（一部） | 1993年（平成5年）3月1日 |
| 唐湊四丁目（新設） | 鴨池町（一部） | 1993年（平成5年）3月1日 |
| 唐湊四丁目（新設） | 郡元町（一部） | 1993年（平成5年）3月1日 |

### 星ヶ峯ニュータウン地区の住居表示
1993年（平成5年）3月1日には星ヶ峯ニュータウン地区において住居表示が実施されたのに伴い町域の再編が行われた。
| 変更後の町丁         | 変更前の区域   | 変更日                  |
| -------------------- | -------------- | ----------------------- |
| 星ヶ峯一丁目（編入） | 山田町（一部） | 1993年（平成5年）3月1日 |
| 星ヶ峯一丁目（編入） | 田上町（一部） | 1993年（平成5年）3月1日 |

### 武岡台地区の住居表示
1993年（平成5年）3月1日に武岡台にあたる小野町の一部の区域で住居表示が実施されることとなり、町域の再編が行われた。
| 変更後の町丁       | 変更前の区域   | 変更日                  |
| ------------------ | -------------- | ----------------------- |
| 武岡六丁目（新設） | 小野町（一部） | 1993年（平成5年）3月1日 |

### 紫原四丁目地区の住居表示
1993年（平成5年）3月1日に住居表示が行われたのに伴い宇宿町の一部において町域の再編が行われた。
| 変更後の町丁       | 変更前の区域   | 変更日                  |
| ------------------ | -------------- | ----------------------- |
| 紫原四丁目（編入） | 宇宿町（一部） | 1993年（平成5年）3月1日 |

### 上之原・辻ヶ丘・催馬楽団地地区の住居表示
1994年（平成6年）3月16日には、上之原・辻ヶ丘・催馬楽団地地区において住居表示が実施されることとなったのに伴い、町域の再編が行われた。
| 変更後の町丁   | 変更前の区域         | 変更日                   |
| -------------- | -------------------- | ------------------------ |
| 坂元町（編入） | 東坂元二丁目（一部） | 1994年（平成6年）3月16日 |

### 常盤団地地区の住居表示
1994年（平成6年）10月17日に常盤団地地区において住居表示が実施されることとなり、田上町及び常盤町、武岡一丁目において町域の再編が行われた。
| 変更後の町丁       | 変更前の区域       | 変更日                    |
| ------------------ | ------------------ | ------------------------- |
| 武岡一丁目（編入） | 田上町（一部）     | 1994年（平成6年）10月17日 |
| 武岡一丁目（編入） | 常盤町（一部）     | 1994年（平成6年）10月17日 |
| 常盤町（編入）     | 武岡一丁目（一部） | 1994年（平成6年）10月17日 |

### 下伊敷地区の住居表示
1995年（平成7年）2月13日には下伊敷地区において住居表示が実施されることとなり、下伊敷町の区域で町域の再編が行われた。
| 変更後の町丁         | 変更前の区域     | 変更日                   |
| -------------------- | ---------------- | ------------------------ |
| 下伊敷一丁目（新設） | 下伊敷町（一部） | 1995年（平成7年）2月13日 |
| 下伊敷二丁目（新設） | 下伊敷町（一部） | 1995年（平成7年）2月13日 |
| 下伊敷三丁目（新設） | 下伊敷町（一部） | 1995年（平成7年）2月13日 |
| 伊敷町（編入）       | 下伊敷町（一部） | 1995年（平成7年）2月13日 |

### 谷山第一地区の住居表示
1996年（平成8年）2月13日に上福元町、下福元町、谷山塩屋町の一部において町域の再編が行われた。。また、谷山中央五丁目から谷山中央七丁目の区域において住居表示が実施された。
| 変更後の町丁           | 変更前の区域       | 変更日                   |
| ---------------------- | ------------------ | ------------------------ |
| 谷山中央一丁目（新設） | 上福元町（一部）   | 1996年（平成8年）2月13日 |
| 谷山中央二丁目（新設） | 上福元町（一部）   | 1996年（平成8年）2月13日 |
| 谷山中央二丁目（新設） | 谷山塩屋町（一部） | 1996年（平成8年）2月13日 |
| 谷山中央三丁目（新設） | 上福元町（一部）   | 1996年（平成8年）2月13日 |
| 谷山中央三丁目（新設） | 谷山塩屋町（一部） | 1996年（平成8年）2月13日 |
| 谷山中央四丁目（新設） | 上福元町（一部）   | 1996年（平成8年）2月13日 |
| 谷山中央四丁目（新設） | 谷山塩屋町（一部） | 1996年（平成8年）2月13日 |
| 谷山中央四丁目（新設） | 下福元町（一部）   | 1996年（平成8年）2月13日 |
| 谷山中央五丁目（新設） | 下福元町（一部）   | 1996年（平成8年）2月13日 |
| 谷山中央六丁目（新設） | 下福元町（一部）   | 1996年（平成8年）2月13日 |
| 谷山中央七丁目（新設） | 下福元町（一部）   | 1996年（平成8年）2月13日 |
| 谷山中央七丁目（新設） | 上福元町（一部）   | 1996年（平成8年）2月13日 |
| 慈眼寺町（新設）       | 下福元町（一部）   | 1996年（平成8年）2月13日 |

### 慈眼寺地区の住居表示
1996年（平成8年）11月18日には慈眼寺地区で住居表示が実施されたのに伴い、和田町及び下福元町の一部において町域の再編が行われた。
| 変更後の町丁     | 変更前の区域     | 変更日                    |
| ---------------- | ---------------- | ------------------------- |
| 慈眼寺町（編入） | 和田町（一部）   | 1996年（平成8年）11月18日 |
| 慈眼寺町（編入） | 下福元町（一部） | 1996年（平成8年）11月18日 |

### 西郷団地地区（第三次）の住居表示
1997年（平成9年）2月17日に「西郷団地地区」において住居表示が実施されたのに伴い、町域の再編が行われた。
| 変更後の町丁       | 変更前の区域      | 変更日           |
| ------------------ | ----------------- | ---------------- |
| 西陵三丁目（編入） | 1997年（平成9年） | 西別府町（一部） |

### 桜川第二地区の住居表示
1997年（平成9年）2月17日には桜川第二地区において住居表示が実施されることとなり、中山町及び上福元町の各一部の区域において町域の再編が行われた。
| 変更後の町丁         | 変更前の区域     | 変更日                   |
| -------------------- | ---------------- | ------------------------ |
| 東谷山六丁目（新設） | 上福元町（一部） | 1997年（平成9年）2月17日 |
| 東谷山四丁目（編入） | 上福元町（一部） | 1997年（平成9年）2月17日 |
| 東谷山七丁目（新設） | 上福元町（一部） | 1997年（平成9年）2月17日 |
| 東谷山七丁目（新設） | 中山町（一部）   | 1997年（平成9年）2月17日 |

### 皇徳寺ニュータウン地区（第二次）の住居表示
1997年（平成9年）11月17日に皇徳寺ニュータウン地区において住居表示が実施されたのに伴い町域の再編が行われた。
| 変更後の町丁           | 変更前の区域           | 変更日                    |
| ---------------------- | ---------------------- | ------------------------- |
| 皇徳寺台五丁目（編入） | 五ケ別府町（一部）     | 1997年（平成9年）11月17日 |
| 皇徳寺台五丁目（編入） | 皇徳寺台四丁目（一部） | 1997年（平成9年）11月17日 |
| 皇徳寺台四丁目（編入） | 五ケ別府町（一部）     | 1997年（平成9年）11月17日 |

### 中山・山田団地地区の住居表示
1997年（平成9年）11月17日には中山町及び山田町の一部にあたる「中山・山田団地地区」において住居表示が実施されたのに伴い、町域の再編が行われた。
| 変更後の町丁       | 変更前の区域   | 変更日                    |
| ------------------ | -------------- | ------------------------- |
| 中山一丁目（新設） | 中山町（一部） | 1997年（平成9年）11月17日 |
| 中山一丁目（新設） | 山田町（一部） | 1997年（平成9年）11月17日 |
| 中山二丁目（新設） | 中山町（一部） | 1997年（平成9年）11月17日 |
| 中山二丁目（新設） | 山田町（一部） | 1997年（平成9年）11月17日 |

### 西郷団地地区の住居表示
1999年（平成11年）には田上町・西別府町の各一部において町域の再編が行われた。
| 変更後の町丁       | 変更前の区域     | 変更日             |
| ------------------ | ---------------- | ------------------ |
| 西陵六丁目（編入） | 田上町（一部）   | 1999年（平成11年） |
| 西陵七丁目（編入） | 西別府町（一部） | 1999年（平成11年） |

### 紫原地区（第二次）の住居表示
1999年（平成11年）に宇宿町の一部において住居表示が実施されたのに伴い町域の再編が行われた。
| 変更後の町丁       | 変更前の区域 | 変更日             |
| ------------------ | ------------ | ------------------ |
| 紫原三丁目（編入） | 宇宿町       | 1999年（平成11年） |

### 永吉地区の住居表示
2001年（平成13年）3月23日には永吉町の一部が明和一丁目に編入された。
| 変更後の町丁       | 変更前の区域   | 変更日                    |
| ------------------ | -------------- | ------------------------- |
| 明和一丁目（編入） | 永吉町（一部） | 2001年（平成13年）3月23日 |

### 武迫団地周辺地区の住居表示
2001年（平成13年）8月13日に上福元町及び中山町のうち武迫団地付近の区域において住居表示が実施されることとなったのに伴い、町域の再編が行われた。
| 変更後の町丁       | 変更前の区域     | 変更日                    |
| ------------------ | ---------------- | ------------------------- |
| 清和一丁目（新設） | 上福元町（一部） | 2001年（平成13年）8月13日 |
| 清和二丁目（新設） | 中山町（一部）   | 2001年（平成13年）8月13日 |
| 清和二丁目（新設） | 上福元町（一部） | 2001年（平成13年）8月13日 |

### 伊敷ニュータウン地区の住居表示
2002年（平成14年）11月18日に伊敷ニュータウン地区において住居表示が実施されることとなったのに伴い、町域の再編が行われた。
| 変更後の大字         | 変更前の区域     | 変更日                     |
| -------------------- | ---------------- | -------------------------- |
| 伊敷台一丁目（新設） | 伊敷町（一部）   | 2002年（平成14年）11月18日 |
| 伊敷台一丁目（新設） | 下伊敷町（一部） | 2002年（平成14年）11月18日 |
| 伊敷台二丁目（新設） | 伊敷町（一部）   | 2002年（平成14年）11月18日 |
| 伊敷台二丁目（新設） | 下伊敷町（一部） | 2002年（平成14年）11月18日 |
| 伊敷台三丁目（新設） | 伊敷町（一部）   | 2002年（平成14年）11月18日 |
| 伊敷台三丁目（新設） | 下伊敷町（一部） | 2002年（平成14年）11月18日 |
| 伊敷台四丁目（新設） | 伊敷町（一部）   | 2002年（平成14年）11月18日 |
| 伊敷台四丁目（新設） | 下伊敷町（一部） | 2002年（平成14年）11月18日 |
| 伊敷台五丁目（新設） | 伊敷町（一部）   | 2002年（平成14年）11月18日 |
| 伊敷台五丁目（新設） | 下伊敷町（一部） | 2002年（平成14年）11月18日 |
| 伊敷台六丁目（新設） | 伊敷町（一部）   | 2002年（平成14年）11月18日 |
| 伊敷台六丁目（新設） | 下伊敷町（一部） | 2002年（平成14年）11月18日 |

### 伊敷地区の住居表示
2004年（平成16年）2月16日には伊敷地区において住居表示が実施されることとなったのに伴い、伊敷町の区域において町域の再編が行われた。
| 変更後の大字       | 変更前の区域   | 変更日                    |
| ------------------ | -------------- | ------------------------- |
| 伊敷一丁目（新設） | 伊敷町（一部） | 2004年（平成16年）2月16日 |
| 伊敷二丁目（新設） | 伊敷町（一部） | 2004年（平成16年）2月16日 |
| 伊敷三丁目（新設） | 伊敷町（一部） | 2004年（平成16年）2月16日 |
| 伊敷四丁目（新設） | 伊敷町（一部） | 2004年（平成16年）2月16日 |
| 伊敷五丁目（新設） | 伊敷町（一部） | 2004年（平成16年）2月16日 |
| 伊敷六丁目（新設） | 伊敷町（一部） | 2004年（平成16年）2月16日 |
| 伊敷七丁目（新設） | 伊敷町（一部） | 2004年（平成16年）2月16日 |
| 伊敷八丁目（新設） | 伊敷町（一部） | 2004年（平成16年）2月16日 |

### 松元町における大字の再編
2003年（平成15年）7月4日にガーデンヒルズ松陽台として造成された区域にあたる松元町大字福山（現在の福山町）・大字上谷口（現在の上谷口町）・大字石谷（現在の石谷町）の各一部より分割され、大字松陽台（現在の松陽台町）が設置された。翌年2004年（平成16年）2月2日には松元町大字直木（現在の直木町）の一部より松元町大字平田（現在の平田町）、松元町大字直木・大字上谷口の各一部より大字四元（現在の四元町）が設置され、松元町大字上谷口の一部が松元町大字春山（現在の春山町）に編入された。
| 変更後の大字                   | 変更前の区域                   | 変更日                   |
| ------------------------------ | ------------------------------ | ------------------------ |
| 日置郡松元町大字松陽台（新設） | 日置郡松元町大字福山（一部）   | 2003年（平成15年）7月4日 |
| 日置郡松元町大字松陽台（新設） | 日置郡松元町大字上谷口（一部） | 2003年（平成15年）7月4日 |
| 日置郡松元町大字松陽台（新設） | 日置郡松元町大字石谷（一部）   | 2003年（平成15年）7月4日 |
| 日置郡松元町大字平田（新設）   | 日置郡松元町大字直木の一部     | 2004年（平成16年）2月2日 |
| 日置郡松元町大字四元（新設）   | 日置郡松元町大字直木（一部）   | 2004年（平成16年）2月2日 |
| 日置郡松元町大字四元（新設）   | 日置郡松元町大字上谷口（一部） | 2004年（平成16年）2月2日 |
| 日置郡松元町大字春山（編入）   | 日置郡松元町大字上谷口（一部） | 2004年（平成16年）2月2日 |

## 2004年の吉田町・桜島町・喜入町・郡山町・松元町編入

5町の鹿児島市編入前の位置

2004年（平成16年）11月1日に鹿児島郡吉田町、同郡桜島町、日置郡松元町、同郡郡山町、揖宿郡喜入町の5町が鹿児島市に編入された。
鹿児島地区合併協議会では町名・字名の取り扱いについて「５町の各町の区域内の字の区域を廃止し、当該廃止された字の区域に相当する区域により新たに町の区域を設定し、その名称については次の例により、各町の意向を尊重し合併時までに調整するものとする。」と協定された。この協定に基づき、「 町の区域の設定及び字の廃止」（平成16年鹿児島県告示第1775号）により、編入日をもって、鹿児島市に編入した従来の大字の区域を廃止し、その廃止した大字の区域を包括した区域に町の区域が設定された。
町名については、旧桜島町、旧喜入町のうち大字喜入以外、郡山町大字嶽、郡山町大字厚地、吉田町大字西佐多浦、吉田町大字東佐多浦を除く旧5町の各大字は「＜旧大字名＞町」（例：松元町大字春山→鹿児島市春山町）のように改称された。
旧桜島町の区域の町名は「桜島+＜旧大字名＞町」（例：大字赤水→桜島赤水町）に改称し、旧喜入町の区域も大字喜入を除き、「喜入+＜旧大字名＞町」（例：大字瀬々串→喜入瀬々串町）に改称した。また、郡山町大字嶽は『郡山岳町』（こおりやまたけまち）、郡山町大字厚地は『花尾町』（はなおまち）、吉田町の西佐多浦及び東佐多浦については浦を除いた『西佐多町』、『東佐多町』にそれぞれ改称した。尚、牟礼岡一丁目から牟礼岡三丁目については設置当初より町丁として設置されており変更された点はない。
| 編入後       | 編入前                     | 変更日                    |
| ------------ | -------------------------- | ------------------------- |
| 東佐多町     | 鹿児島郡吉田町大字東佐多浦 | 2004年（平成16年）11月1日 |
| 西佐多町     | 鹿児島郡吉田町大字西佐多浦 | 2004年（平成16年）11月1日 |
| 本城町       | 鹿児島郡吉田町大字本城     | 2004年（平成16年）11月1日 |
| 本名町       | 鹿児島郡吉田町大字本名     | 2004年（平成16年）11月1日 |
| 宮之浦町     | 鹿児島郡吉田町大字宮之浦   | 2004年（平成16年）11月1日 |
| 牟礼岡一丁目 | 鹿児島郡吉田町牟礼岡一丁目 | 2004年（平成16年）11月1日 |
| 牟礼岡二丁目 | 鹿児島郡吉田町牟礼岡二丁目 | 2004年（平成16年）11月1日 |
| 牟礼岡三丁目 | 鹿児島郡吉田町牟礼岡三丁目 | 2004年（平成16年）11月1日 |
| 桜島赤水町   | 鹿児島郡桜島町大字赤水     | 2004年（平成16年）11月1日 |
| 桜島横山町   | 鹿児島郡桜島町大字横山     | 2004年（平成16年）11月1日 |
| 桜島小池町   | 鹿児島郡桜島町大字小池     | 2004年（平成16年）11月1日 |
| 桜島赤生原町 | 鹿児島郡桜島町大字赤生原   | 2004年（平成16年）11月1日 |
| 桜島武町     | 鹿児島郡桜島町大字武       | 2004年（平成16年）11月1日 |
| 桜島藤野町   | 鹿児島郡桜島町大字藤野     | 2004年（平成16年）11月1日 |
| 桜島西道町   | 鹿児島郡桜島町大字西道     | 2004年（平成16年）11月1日 |
| 桜島松浦町   | 鹿児島郡桜島町大字松浦     | 2004年（平成16年）11月1日 |
| 桜島白浜町   | 鹿児島郡桜島町大字白浜     | 2004年（平成16年）11月1日 |
| 喜入瀬々串町 | 揖宿郡喜入町大字瀬々串     | 2004年（平成16年）11月1日 |
| 喜入中名町   | 揖宿郡喜入町大字中名       | 2004年（平成16年）11月1日 |
| 喜入町       | 揖宿郡喜入町大字喜入       | 2004年（平成16年）11月1日 |
| 喜入一倉町   | 揖宿郡喜入町大字一倉       | 2004年（平成16年）11月1日 |
| 喜入前之浜町 | 揖宿郡喜入町大字前之浜     | 2004年（平成16年）11月1日 |
| 喜入生見町   | 揖宿郡喜入町大字生見       | 2004年（平成16年）11月1日 |
| 上谷口町     | 日置郡松元町大字上谷口     | 2004年（平成16年）11月1日 |
| 福山町       | 日置郡松元町大字福山       | 2004年（平成16年）11月1日 |
| 直木町       | 日置郡松元町大字直木       | 2004年（平成16年）11月1日 |
| 入佐町       | 日置郡松元町大字入佐       | 2004年（平成16年）11月1日 |
| 春山町       | 日置郡松元町大字春山       | 2004年（平成16年）11月1日 |
| 石谷町       | 日置郡松元町大字石谷       | 2004年（平成16年）11月1日 |
| 松陽台町     | 日置郡松元町大字松陽台     | 2004年（平成16年）11月1日 |
| 四元町       | 日置郡松元町大字四元       | 2004年（平成16年）11月1日 |
| 平田町       | 日置郡松元町大字平田       | 2004年（平成16年）11月1日 |
| 郡山岳町     | 日置郡郡山町大字嶽         | 2004年（平成16年）11月1日 |
| 有屋田町     | 日置郡郡山町大字有屋田     | 2004年（平成16年）11月1日 |
| 西俣町       | 日置郡郡山町大字西俣       | 2004年（平成16年）11月1日 |
| 郡山町       | 日置郡郡山町大字郡山       | 2004年（平成16年）11月1日 |
| 油須木町     | 日置郡郡山町大字油須木     | 2004年（平成16年）11月1日 |
| 花尾町       | 日置郡郡山町大字厚地       | 2004年（平成16年）11月1日 |
| 東俣町       | 日置郡郡山町大字東俣       | 2004年（平成16年）11月1日 |
| 川田町       | 日置郡郡山町大字川田       | 2004年（平成16年）11月1日 |

## 2004年以降

### 明ケ窪地区の住居表示
2005年（平成17年）2月7日に明ヶ窪地区において住居表示が実施されることとなったのに伴い、町域の再編が行われた。
| 変更後               | 変更前の区域     | 変更日                   |
| -------------------- | ---------------- | ------------------------ |
| 伊敷台七丁目（新設） | 下田町（一部）   | 2005年（平成17年）2月7日 |
| 伊敷台七丁目（新設） | 下伊敷町（一部） | 2005年（平成17年）2月7日 |

### 新島町の新設
2006年（平成18年）2月13日に、新島の区域が江戸時代から所属していた桜島赤水町の一部より分割され、新島の島域に新島町が設置された。
| 変更後         | 変更前の区域       | 変更日                    |
| -------------- | ------------------ | ------------------------- |
| 新島町（新設） | 桜島赤水町（一部） | 2006年（平成18年）2月13日 |

### 小野町加志喜地区の住居表示
2005年（平成17年）2月7日に小野町加志喜地区において住居表示が実施され、小野町の一部が田上八丁目に編入された。
| 変更後             | 変更前の区域   | 変更日                   |
| ------------------ | -------------- | ------------------------ |
| 田上八丁目（編入） | 小野町（一部） | 2005年（平成17年）2月7日 |

### 武岡台地区の住居表示
2005年（平成17年）2月13日に、武岡台土地区画整理事業として整備された鹿児島市立武岡中学校の周辺の区域が小野町から武岡五丁目に編入された。
| 変更後             | 変更前の区域   | 変更日                    |
| ------------------ | -------------- | ------------------------- |
| 武岡五丁目（編入） | 小野町（一部） | 2005年（平成17年）2月13日 |

### 中央慈眼寺台地区の住居表示
2005年（平成17年）2月13日に中央慈眼寺台地区が下福元町から慈眼寺町に編入された。
| 変更後           | 変更前の区域     | 変更日                    |
| ---------------- | ---------------- | ------------------------- |
| 慈眼寺町（編入） | 下福元町（一部） | 2005年（平成17年）2月13日 |

### 原良第二地区の住居表示
2007年（平成19年）2月5日には原良第二地区において住居表示が実施されることとなり、原良町の一部が城西二丁目及び城西三丁目に編入され、同時に城西二丁目11番街区は住居番号の振り直しが行われた。
| 変更後             | 変更前の区域   | 変更日                   |
| ------------------ | -------------- | ------------------------ |
| 城西二丁目（編入） | 原良町（一部） | 2007年（平成19年）2月5日 |
| 城西三丁目（編入） | 原良町（一部） | 2007年（平成19年）2月5日 |

### 常盤地区の住居表示
2007年（平成19年）10月29日には常盤地区で住居表示が実施されることとなり、常盤町及び田上町の区域で再編が行われた。
| 変更後             | 変更前の区域   | 変更日                     |
| ------------------ | -------------- | -------------------------- |
| 常盤一丁目（新設） | 常盤町（一部） | 2007年（平成19年）10月29日 |
| 常盤二丁目（新設） | 常盤町（一部） | 2007年（平成19年）10月29日 |
| 武岡一丁目（編入） | 常盤町（一部） | 2007年（平成19年）10月29日 |
| 武岡一丁目（編入） | 田上町（一部） | 2007年（平成19年）10月29日 |

### 坂之上地区の住居表示
2008年（平成20年）2月25日に坂之上地区において住居表示が実施されることとなったのに伴い、町域の再編が行われた。
| 変更後               | 変更前の区域     | 変更日                    |
| -------------------- | ---------------- | ------------------------- |
| 坂之上一丁目（新設） | 下福元町（一部） | 2008年（平成20年）2月25日 |
| 坂之上一丁目（新設） | 和田町（一部）   | 2008年（平成20年）2月25日 |
| 坂之上二丁目（新設） | 下福元町（一部） | 2008年（平成20年）2月25日 |
| 坂之上三丁目（新設） | 下福元町（一部） | 2008年（平成20年）2月25日 |
| 坂之上四丁目（新設） | 下福元町（一部） | 2008年（平成20年）2月25日 |
| 坂之上五丁目（新設） | 下福元町（一部） | 2008年（平成20年）2月25日 |
| 坂之上六丁目（新設） | 下福元町（一部） | 2008年（平成20年）2月25日 |
| 坂之上七丁目（新設） | 下福元町（一部） | 2008年（平成20年）2月25日 |
| 坂之上八丁目（新設） | 下福元町（一部） | 2008年（平成20年）2月25日 |

### 中央港新町の新設
2007年（平成19年）7月10日に人工島として造成された「マリンポートかごしま」の区域に町域が設定された。
| 変更後             | 変更前の区域   | 変更日                    |
| ------------------ | -------------- | ------------------------- |
| 中央港新町（新設） | 公有水面埋立地 | 2007年（平成19年）7月10日 |

### 光山地区の住居表示
2008年（平成20年）10月27日に下福元町の一部にあたる光山地区において住居表示が実施されることとなったのに伴い、町域の再編が行われた。
| 変更後             | 変更前の区域     | 変更日                     |
| ------------------ | ---------------- | -------------------------- |
| 光山一丁目（新設） | 下福元町（一部） | 2008年（平成20年）10月27日 |
| 光山二丁目（新設） | 下福元町（一部） | 2008年（平成20年）10月27日 |

### 南皇徳寺台地区の住居表示
2008年（平成20年）11月10日には山田町の一部にあたる南皇徳寺台地区において住居表示が実施されたのに伴い、町域の再編が行われた。
| 変更後                 | 変更前の区域   | 変更日                     |
| ---------------------- | -------------- | -------------------------- |
| 皇徳寺台三丁目（編入） | 山田町（一部） | 2008年（平成20年）11月10日 |
| 皇徳寺台四丁目（編入） | 山田町（一部） | 2008年（平成20年）11月10日 |

### 宇宿中間・広木地区（第1期）の住居表示
2010年（平成22年）2月15日に宇宿中間・広木地区（第一期）において住居表示が実施され、宇宿町の一部で町域の再編が行われた。
| 変更後             | 変更前の区域   | 変更日                    |
| ------------------ | -------------- | ------------------------- |
| 宇宿三丁目（編入） | 宇宿町（一部） | 2010年（平成22年）2月15日 |
| 宇宿四丁目（編入） | 宇宿町（一部） | 2010年（平成22年）2月15日 |
| 宇宿六丁目（新設） | 宇宿町（一部） | 2010年（平成22年）2月15日 |
| 宇宿七丁目（新設） | 宇宿町（一部） | 2010年（平成22年）2月15日 |

### 宇宿中間・広木地区（第2期）の住居表示
2011年（平成23年）2月14日に宇宿中間・広木地区（第二期）において住居表示が実施されたのに伴い、町域の再編が行われた。
| 変更後               | 変更前の区域   | 変更日                    |
| -------------------- | -------------- | ------------------------- |
| 紫原五丁目（編入）   | 宇宿町（一部） | 2011年（平成23年）2月14日 |
| 桜ケ丘七丁目（編入） | 宇宿町（一部） | 2011年（平成23年）2月14日 |
| 宇宿八丁目（新設）   | 宇宿町（一部） | 2011年（平成23年）2月14日 |
| 宇宿九丁目（新設）   | 宇宿町（一部） | 2011年（平成23年）2月14日 |
| 広木一丁目（新設）   | 宇宿町（一部） | 2011年（平成23年）2月14日 |
| 広木一丁目（新設）   | 田上町（一部） | 2011年（平成23年）2月14日 |
| 広木二丁目（新設）   | 田上町（一部） | 2011年（平成23年）2月14日 |
| 向陽一丁目（新設）   | 宇宿町（一部） | 2011年（平成23年）2月14日 |
| 向陽一丁目（新設）   | 田上町（一部） | 2011年（平成23年）2月14日 |
| 向陽二丁目（新設）   | 宇宿町（一部） | 2011年（平成23年）2月14日 |

### 原良西部地区の住居表示
2011年（平成23年）11月7日に原良西部地区で住居表示が実施されたのに伴い、町域の再編が行われた。
| 変更後             | 変更前の区域   | 変更日                    |
| ------------------ | -------------- | ------------------------- |
| 原良四丁目（新設） | 原良町（一部） | 2011年（平成23年）11月7日 |
| 原良五丁目（新設） | 原良町（一部） | 2011年（平成23年）11月7日 |
| 原良六丁目（新設） | 原良町（一部） | 2011年（平成23年）11月7日 |
| 原良七丁目（新設） | 原良町（一部） | 2011年（平成23年）11月7日 |

### 宇宿中間・広木地区（第3期）の住居表示
2013年（平成25年）2月18日に宇宿中間・広木地区（第三期）において住居表示が実施されたのに伴い、町域の再編が行われた。また、宇宿町の全部及び田上町の一部を以て町の区域の設定及び変更が行われたことにより「宇宿町」が消滅した。
| 変更後             | 変更前の区域   | 変更日                    |
| ------------------ | -------------- | ------------------------- |
| 宇宿六丁目（編入） | 宇宿町（一部） | 2013年（平成25年）2月18日 |
| 宇宿九丁目（編入） | 宇宿町（一部） | 2013年（平成25年）2月18日 |
| 広木二丁目（編入） | 宇宿町（一部） | 2013年（平成25年）2月18日 |
| 広木二丁目（編入） | 田上町（一部） | 2013年（平成25年）2月18日 |
| 広木三丁目（新設） | 宇宿町（全部） | 2013年（平成25年）2月18日 |
| 広木三丁目（新設） | 田上町（一部） | 2013年（平成25年）2月18日 |

### 和田地区の住居表示
2013年（平成25年）11月11日には和田地区において住居表示が実施され、和田町及び谷山塩屋町の全域で町域の再編が行われた。それに伴い、和田町及び谷山塩屋町は廃止された。
| 変更後             | 変更前の区域       | 変更日                     |
| ------------------ | ------------------ | -------------------------- |
| 和田三丁目（新設） | 和田町（全域）     | 2013年（平成25年）11月11日 |
| 和田三丁目（新設） | 谷山塩屋町（全域） | 2013年（平成25年）11月11日 |

### 谷山第二地区（第1期）の住居表示
2014年（平成26年）2月17日に、谷山第二地区土地区画整理事業の事業区域の一部において谷山第二地区（第一期）として住居表示が実施され、上福元町及び下福元町の一部で町域の再編が行われた。
| 変更後               | 変更前の区域     | 変更日                    |
| -------------------- | ---------------- | ------------------------- |
| 西谷山一丁目（新設） | 上福元町（一部） | 2014年（平成26年）2月17日 |
| 西谷山一丁目（新設） | 下福元町（一部） | 2014年（平成26年）2月17日 |
| 西谷山二丁目（新設） | 上福元町（一部） | 2014年（平成26年）2月17日 |
| 西谷山二丁目（新設） | 下福元町（一部） | 2014年（平成26年）2月17日 |

### 吉野地区（第1期）の住居表示
2015年（平成27年）2月2日に吉野第一地区区画整理事業の事業区域の一部で住居表示が実施されるのに伴い、町域の再編が行われた。
| 変更後             | 変更前の区域   | 変更日                   |
| ------------------ | -------------- | ------------------------ |
| 吉野一丁目（新設） | 吉野町（一部） | 2015年（平成27年）2月2日 |
| 吉野一丁目（新設） | 川上町（一部） | 2015年（平成27年）2月2日 |
| 吉野一丁目（新設） | 下田町（一部） | 2015年（平成27年）2月2日 |
| 吉野二丁目（新設） | 吉野町（一部） | 2015年（平成27年）2月2日 |
| 吉野二丁目（新設） | 川上町（一部） | 2015年（平成27年）2月2日 |

### 原良第三地区の住居表示
2015年（平成27年）11月9日に原良町及び薬師二丁目の各一部にあたる原良第三地区において住居表示が実施されたのに伴い、町域の再編が行われた。
| 変更後             | 変更前の区域       | 変更日                    |
| ------------------ | ------------------ | ------------------------- |
| 原良四丁目（編入） | 原良町（一部）     | 2015年（平成27年）11月9日 |
| 原良四丁目（編入） | 薬師二丁目（一部） | 2015年（平成27年）11月9日 |

### 清和地区の住居表示
2017年（平成29年）2月6日に清和地区において住居表示が実施されたのに伴い、上福元町及び中山町の一部で町域の再編が行われた。
| 変更後             | 変更前の区域     | 変更日                   |
| ------------------ | ---------------- | ------------------------ |
| 清和三丁目（新設） | 中山町（一部）   | 2017年（平成29年）2月6日 |
| 清和三丁目（新設） | 上福元町（一部） | 2017年（平成29年）2月6日 |
| 清和四丁目（新設） | 上福元町（一部） | 2017年（平成29年）2月6日 |

### 谷山第二地区（第2期）の住居表示
2020年（令和2年）2月3日に谷山第二地区（第2期）の住居表示が実施されたのに伴い、上福元町及び下福元町の各一部において町域の再編が行われた。
| 変更後               | 変更前の区域     | 変更日                  |
| -------------------- | ---------------- | ----------------------- |
| 西谷山三丁目（新設） | 上福元町（一部） | 2020年（令和2年）2月3日 |
| 西谷山三丁目（新設） | 下福元町（一部） | 2020年（令和2年）2月3日 |
| 西谷山四丁目（新設） | 上福元町（一部） | 2020年（令和2年）2月3日 |
| 西谷山四丁目（新設） | 下福元町（一部） | 2020年（令和2年）2月3日 |

### 吉野三丁目・吉野四丁目の設置
2023年（令和5年）1月23日に吉野町・川上町の各一部の区域で住居表示が実施されたのに伴い、吉野三丁目及び吉野四丁目が設置された
| 変更後             | 変更前の区域   | 変更日                   |
| ------------------ | -------------- | ------------------------ |
| 吉野三丁目（新設） | 吉野町（一部） | 2023年（令和5年）1月23日 |
| 吉野三丁目（新設） | 川上町（一部） | 2023年（令和5年）1月23日 |
| 吉野四丁目（新設） | 吉野町（一部） | 2023年（令和5年）1月23日 |